# LGBT-Pride

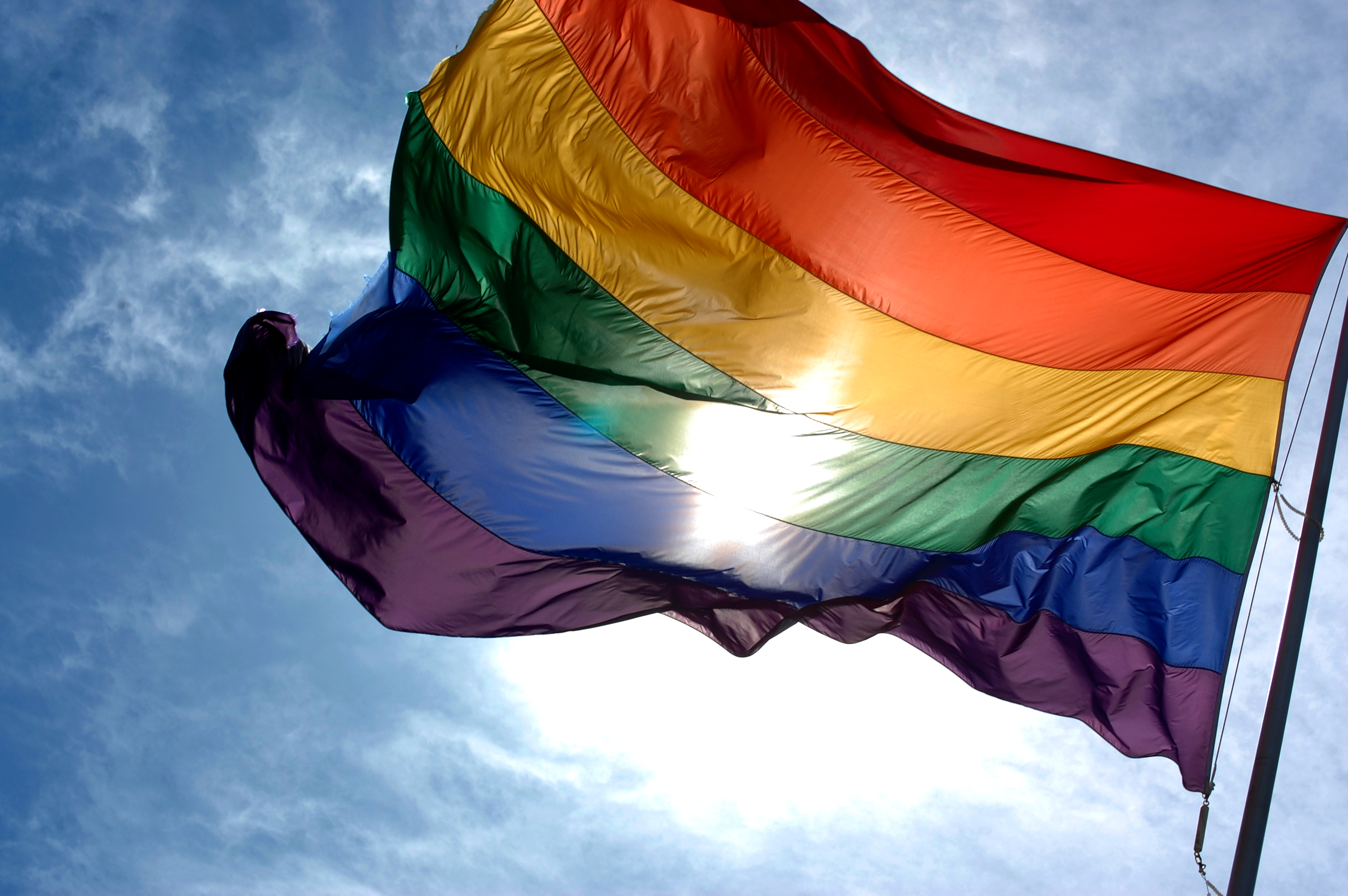
Die Regenbogenflagge ist das Symbol für Pride

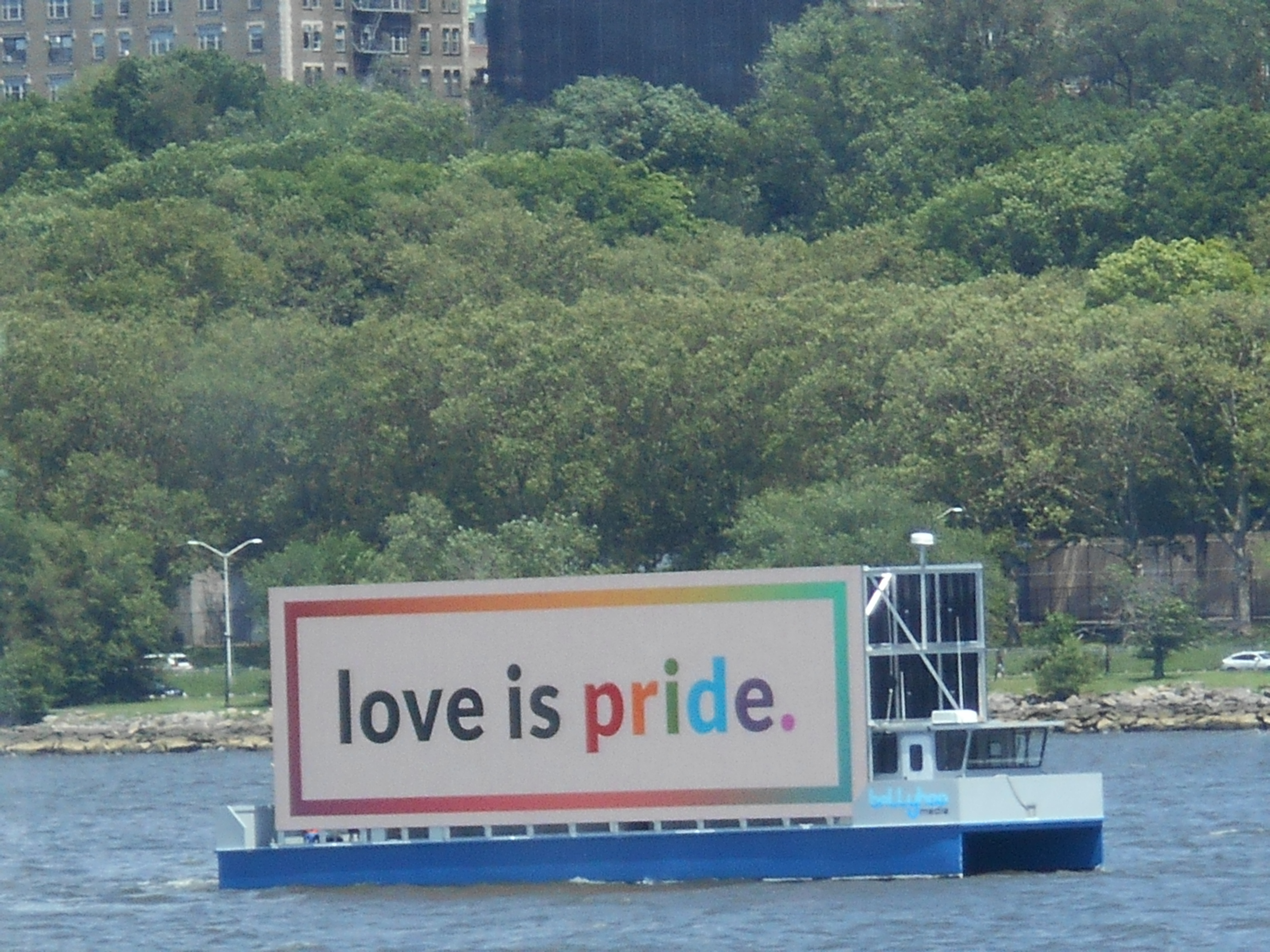
Barke mit dem Motto des fünfzigjährigen Jubiläums der Stonewall Riots in New York City, 2019

LGBT-Pride, auch Gay-Pride oder einfach nur Pride, ist ein englischer Begriff, der aus der amerikanischen Lesben- und Schwulenbewegung stammt und international übernommen wurde. Er beschreibt den selbstachtenden und damit stolzen Umgang mit der eigenen sexuellen Identität. Stolz wird dabei im Sinne eines gegenüber anderen gezeigten Selbstwertgefühls verwendet, das heißt, so zu sein, wie man ist, sich nicht vor anderen verstecken oder sich für andere verstellen zu wollen und gegebenenfalls für seine Rechte einzutreten.
Pride wird auch als Kategorie oder Namenszusatz für Publikationen und Veranstaltungen verwendet, die dieses Selbstbewusstsein politisch oder kulturell öffentlichkeitswirksam ausdrücken. Am bekanntesten sind die Pride-Paraden, bei denen in Demonstrationszügen Sichtbarkeit für LGBT geschaffen werden soll. Auch Filmfestivals, Partys, Sit-ins, Mahnwachen und Community-Veranstaltungen finden im Sinne von Pride statt. Durch den Begriff sind auch die Mad-Pride- und die Disability-Pride-Bewegung inspiriert. Die Regenbogenflagge ist das gängigste Symbol für Pride.

## Bedeutung
Pride soll das Gefühl ausdrücken, wenn LGBT-Personen selbstbewusst mit ihrer sexuellen Orientierung und ihrer sexuellen Identität umgehen und ihr „Anderssein“ (gemessen an der Heteronormativität) akzeptieren, anstatt es als Last zu sehen. Pride sei dabei eine Reaktion auf die Heteronormativität der Gesellschaft, in der alle sexuellen Orientierungen außer Heterosexualität als etwas angesehen würden, für das man sich zu rechtfertigen und zu schämen habe. So kam es zu Redewendungen wie „Gay is good.“ Dieses Empowerment war eine Voraussetzung für die Emanzipationsbewegung. Der Begriff soll dabei nicht Hochmut ausdrücken, sondern ein Gegenteil zu Scham bilden, in die nicht-heterosexuelle Menschen oft gezwängt würden, und Selbstachtung ausdrücken.
Scham und Stolz sind stark mit der Selbstwertregulation und der Interaktion mit der Umwelt verbunden. „Gefühle des Stolzes verbinden uns mit anderen Menschen, lassen uns kompetent, geliebt und bewundert erscheinen. Wir fühlen uns als ein Mitglied der Gesellschaft, als dazugehörig, wollen uns zeigen. Im Gegensatz dazu isolieren Schamgefühle uns von anderen, wir fühlen uns inkompetent, schwach, schmutzig und klein. Aufgrund dieser Scham/Stolz-Achse entscheiden wir, ob wir unserem persönlichen Ich-Ideal näher gekommen sind, ob wir die Diskrepanz zwischen Ideal und Ich vermindern konnten.“

„Gay Pride ist ein Gefühl starker Selbstachtung, verbunden mit der öffentlichen Bestätigung der Homosexualität einer Person.“

Pride findet je nach gesellschaftlichem Kontext unterschiedliche Auslebungen und Ausdrucksformen. Nikki Sullivan analysiert das Lied I Am What I Am, das zu einer Hymne der LGBT-Bewegung wurde, als Ausdruck von Pride. In dem Lied geht es darum der zu sein, der man ist, seine eigene, individuelle Persönlichkeit und dass man dafür keine Entschuldigung braucht.
Ein berühmter Ausspruch, der sowohl durch das Statement selbst als auch durch die Umstände Gay Pride beinhaltet, ist Klaus Wowereits „Ich bin schwul, und das ist auch gut so.“ Die Thematisierung war notwendig geworden, um einer sich abzeichnenden Thematisierung durch Medien oder gar einer Enthüllungskampagne zuvorzukommen. „Ist das Bekenntnis ‚Ich bin schwul!‘ noch als Bitte um Anerkennung zu lesen, so liegt im Nachsatz ‚und das ist auch gut so!‘ auch eine Absage an diese Bitte.“

## Studien
Martin Dannecker befragte zwischen 1971 und 1974 Männer aller Altersklassen (d. h. das Ereignis fand ca. zwischen 1930 und 1970 statt), wie sie sich gefühlt haben, als sie sich zum ersten Mal sicher waren, schwul zu sein (Inneres Coming-out). Dieselbe Frage wurde schwulen Jugendlichen zwischen 1998 und 2001 per Papierfragebogen und Internet gestellt. Mehrfachnennungen waren jeweils möglich. Dabei zeigte sich, dass Gefühle von Angst und Sorge noch immer eine Rolle spielen, aber positive Gefühle heute eine größere Bedeutung haben. Im neuen Sample zeigte sich auch, dass wenn man positive und negative Antworten summierte, bei Teilnehmern über 20 Jahren die negativen Antworten überwogen und bei Teilnehmern bis 20 Jahre die positiven. Möglich wurde dies durch die Errungenschaften der Lesben- und Schwulenbewegung.
|                                    | Dannecker (1971/74) (%) | SLFM (1998/2001) (%) |
| ---------------------------------- | ----------------------- | -------------------- |
| fürchtete mich vor der Zukunft     | 34                      | 43                   |
| war beunruhigt                     | 45                      | 38                   |
| war froh                           | 11                      | 26                   |
| war glücklich                      | 17                      | 26                   |
| war stolz                          | 04                      | 22                   |
| dachte, Sex mit Männern ist falsch | 25                      | 11                   |
| fühlte mich schuldig               | 16                      | 08                   |

## Veranstaltungen

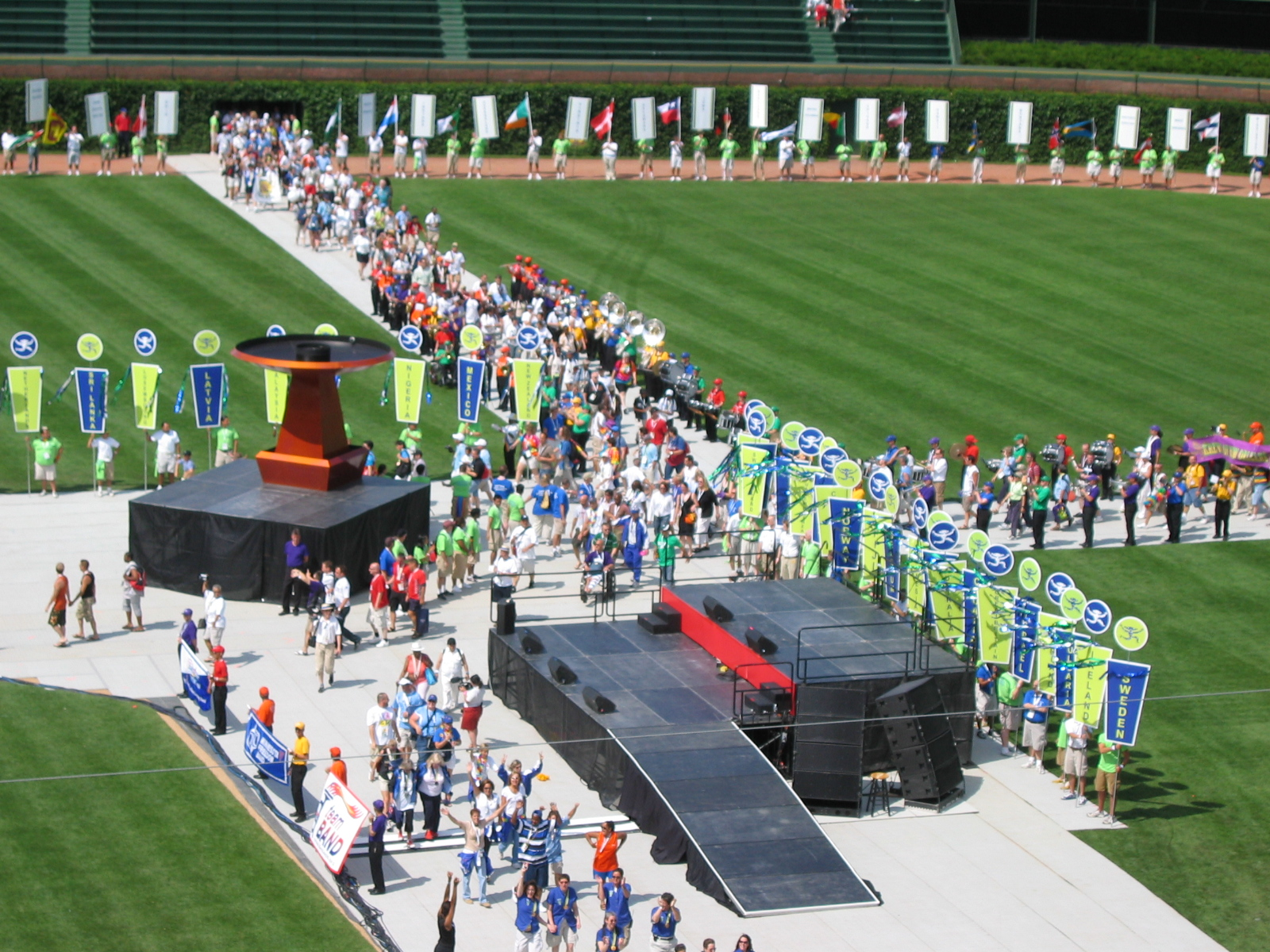
Gay Games 2006

Seit Beginn der neuen Schwulen- und Lesbenbewegung ab 1969 werden in englischsprachigen Ländern auch Veranstaltungen, die offen dieses Selbstwertgefühl zeigen, offen homosexuelles Leben zeigen oder thematisieren, immer wieder als Gay Pride bezeichnet. So wurde 1970 in London die erste Demonstration Gay Pride March genannt und in New York wurde Gay Pride und Pride Week als Sammelbezeichnung für die Veranstaltungen rund um den Christopher Street Gay Liberation Day March verwendet. Durch Lektüre und internationale Kommunikation und Tourismus entwickelte sich Gay Pride zu einem Internationalismus und wird für viele Veranstaltungen – zumindest als internationaler Zusatzname – verwendet. So gibt es etwa den San Francisco Pride, den Cologne Pride oder den Moscow Pride.
Auffälligste und publikumswirksamste Veranstaltungen sind Demonstrationen, die sogenannten Pride-Paraden. Von Beginn an gibt es oft auch weitere Veranstaltungen, meist in den Tagen vor der Parade. Dabei handelt es sich um ein unterschiedliches Spektrum von Vorträgen, Kongressen, Ausstellungen, Kulturveranstaltungen, Partys und auch Gottesdiensten, sofern diese nicht, wie beispielsweise in Bayern 2006 durch die katholische Kirche, von der Religionsgemeinschaft untersagt werden. Üblicherweise dauern solche Veranstaltungsreihen 3 Tage, eine Woche, 2 Wochen oder einen Monat lang und werden entsprechend Gay Pride Days, Gay Pride Week(s), Gay Pride Month oder Pride Month genannt. Auf der nördlichen Welthalbkugel finden sie meist im Mai bis August statt, in der südlichen Hemisphäre oft von September bis Mai.
Es finden auch Filmfeste, Ferienwochen, Sportveranstaltungen, Bälle und anderes statt. Kommerz sollte nach der Meinung vieler nicht im Vordergrund stehen, sondern maximal als Mittel zum Zweck genutzt werden, etwa als Sponsorenwerbung bei Veranstaltungen. Auf jeden Fall sollte es nicht der Hauptantrieb oder gar alleiniger Antrieb für solche Veranstaltungen sein. Starke Gegner einer Kommerzialisierung der Parade haben in Berlin den Transgenialen CSD ins Leben gerufen.
Die Organisation InterPride beantwortet die Frage, was eine Pride-Veranstaltung sei, wie folgt:

„Eine Parade, Kundgebung, ein Marsch, Festival, Kunstfestival, eine kulturelle Aktivität oder andere Veranstaltungen/Aktivitäten, die für Menschen organisiert werden, die sich als Lesben oder Schwule und/oder Bisexuelle und/oder Transgender identifizieren und die öffentliche Wahrnehmung fördern und/oder für die Rechte bzw. Existenz dieser Menschen einstehen, sowie an den Stonewall-Aufstand oder ähnliche historische Begebenheiten/jährliche oder regelmäßig stattfindende Festivals erinnern und von einer Pride-Organisation organisiert werden. Eine Pride-Organisation ist eine Organisation ohne Erwerbscharakter, die hauptsächlich zum Zweck hat, Pride-Veranstaltungen zu organisieren.“

## Übersetzungen
Gay bedeutet ursprünglich lebenslustig und wird jetzt im Englischen auch für die Bedeutungen homosexuell (männlich wie weiblich) und schwul verwendet. So ist beispielsweise die Bezeichnung „gay women“ korrekt und wird immer wieder verwendet, im Gegensatz zur „schwulen Frau“ in der heutigen deutschen Sprache. Somit ist derzeit eine reine Übersetzung als „schwuler Stolz“ und „Schwulenparade“ nicht immer sachlich korrekt.
Zusätzlich hat der Sachverhalt des Stolzes in verschiedenen Kulturkreisen unterschiedliche Wertigkeiten, auch wenn meist ein philosophischer Diskurs um Hochmut, Stolz, Ehre, Demut, Scham etc. stattfindet, und die jeweiligen Begriffe haben aus semasiologischer Sicht einen unterschiedlichen Umfang und unterschiedliche Konnotation. Tendenziell wird im englischsprachigen Raum mit positiverer Wertung von pride gesprochen, als im deutschen Sprachraum von Stolz. Diese Wertung im Englischen zeigt sich auch in der Verwendung innerhalb verschiedener Namen, wie beispielsweise Pride of Africa, Pride of Baltimore, Pride of America, New Jersey Pride, PRIDE FC, Pride Air, Pride Park und das Pride Park Stadium oder Pee Dee Pride, die es im Deutschen nur in Übersetzungen gibt. Die spanisch- bzw. portugiesischsprachige Community konnte sich direkt mit dem Begriff des Stolzes (Orgullo / Orgulho) anfreunden, kennt als Übersetzung von Gay Pride Orgullo gay / Orgulho gay und so gibt es in mehreren Ländern Demonstrationen mit Namen wie Marcha del Orgullo LGTB / Parada do Orgulho LGBT. Im Französischen wird Stolz als Fierté bezeichnet, enthält aber nicht die Bedeutung von Hochmut (Orgueil). Gay Pride wird mit Fierté gaie übersetzt und es gibt seit 2001, nachdem Pride aus markenrechtlichen Gründen nicht mehr verwendet wird, den La Marche des fiertés lesbiennes, gaies, bi et trans.
Gay Pride bedeutet wörtlich übersetzt meist homosexueller Stolz oder zielgruppengerechter lesbisch-schwuler Stolz, manchmal auch nur schwuler Stolz. Es wird jedoch eher selten auf diese Art übersetzt, meist nur als wörtliche Erklärung oder zur Hervorhebung. Eine Gay-Pride-Parade ist in dem Sinn eine „Parade homosexuellen/lesbisch-schwulen Stolzes“ oder auch eine „Parade von stolzen Schwulen und Lesben“. Die Übersetzung „homosexuelle/schwule Stolz-Parade“ hätte eine vom Sinn abweichende Konnotation. Die Bedeutung treffender gibt „Parade homosexueller/lesbisch-schwuler Selbstachtung“ wieder. Als Kompositum gebildete Veranstaltungsnamen mit diesem Begriff werden selten ins Deutsche übersetzt. Im deutschen Sprachraum hat sich als neben dem Internationalismus der Begriff Christopher Street Day (CSD) etabliert, in Österreich ist es die Regenbogenparade.
Wenn der Sachverhalt bezeichnet werden soll, so ist es manchmal aus onomasiologischer Sicht zielführender zusammen mit den Begriffen homosexuell, schwul-lesbisch, transgender oder queer die Begriffe Selbstbewusstsein, Selbstwert, Selbstwertgefühl oder Selbstachtung zu verwenden. Auch können die Begriffe der Personengruppe zugeschrieben werden, also beispielsweise „die Selbstachtung der Schwulen und Lesben“.
In Agenturmeldungen wird beispielsweise jährlich aus der Parada do Orgulho GLBT de São Paulo (wörtlich: „Parade des Stolzes der schwulen, lesbischen, bisexuellen und transgeschlechtlichen Menschen von Sao Paulo“, besser: „Parade des schwulen, lesbischen, bisexuellen und transgeschlechtlichen Stolzes von Sao Paulo“), der inzwischen weltweit größten Parade, über die englische Selbstbezeichnung LGBT Pride Parade (dieselbe Bedeutung) und die international üblichen Standards Gay Pride Parade, São Paulo Gay Pride oder São Paulo Gay Parade („Schwule / Lesben / Lebenslustige“) die „Schwulenparade“. Auch in den Berichten werden dann oft die Lesben und noch öfter Bisexuelle und die – gerade in Brasilien in großer Zahl sichtbaren – transgeschlechtlichen Menschen übergangen.
Vor allem in antihomosexuellen Kreisen wird es gerne Schwulenstolz oder Homosexuellenstolz übersetzt und hat dadurch derzeit eine stark negative Konnotation. Ganz eindeutig abwertend zynisch ist die Form Schwulenstolz-Aufmarsch. Lesbenstolz kommt in diesem Zusammenhang nie vor, da sie aus verschiedensten Gründen weniger angefeindet sind. Dadurch, dass gay im Englischen auch fröhlich bedeutet, wurde früher Gay Pride Parade auch schon mal als „Parade des Stolzes und des Frohsinns“ übersetzt, was nicht unbedingt der Intention entspricht.

## Historischer Hintergrund

### Vor Stonewall
Auch wenn er kein offen Schwuler im heutigen Sinn war, hat sich aus dem Jahre 1726 die Aussage eines der „Sodomie“ Beschuldigten erhalten, der sich nicht schämte. William Brown wurde am Moorfields, einem offenen Platz und damaligen Cruising-Gebiet in London, verhaftet. In seiner Befragung war er auf die Frage, warum er sich so unanständige Freiheiten mit einem anderen Mann erlaubt habe „nicht beschämt zu sagen“: “I did it because I thought I knew him, and I think there is no Crime in making what use I please of my own Body.” („Ich tat es, weil ich meinte, ihn zu kennen, und ich glaube, es ist kein Verbrechen, meinen Körper so zu verwenden, wie ich will.“)
Ende des 19. Jahrhunderts begann in Deutschland die erste Welle der Schwulenbewegung. Besonders die 1920er-Jahre boten relativ viel Freiheit („Goldene Zwanziger“). Schon in der ersten, noch etwas melancholischen und mehr auf die Zukunft weisenden Hymne der Homosexuellen aus dem Jahre 1920, dem Lila Lied, heißt es in einer Zeile: „Und dennoch sind die Meisten stolz, daß sie von ander’m Holz!“ Denn man ist anders als die Anderen, die nur im „Gleichschritt der Moral“ lieben. Diese sind zwar neugierig auf alles Außergewöhnliche, aber letztendlich gibt es für sie nur „das Banale“. Zum Schluss spricht es als Zukunftsvision: „Dann haben wir das gleiche Recht erstritten, wir leiden nicht mehr, sondern sind gelitten!“ Auch in den USA gab es Nischen, wo Homosexuelle sich relativ frei bewegen konnten. In den 1930er-Jahren begann die Gesellschaft auf beiden Seiten des Atlantiks wieder konservativer zu werden (vgl. Hays Code und McCarthy-Ära); auch im nationalsozialistischen Deutschland wurden Homosexuelle erneut Opfer von Verfolgung. Die Entwicklung zu Ungunsten der Homosexuellen hielt bis in die 1960er-Jahre an.
Lesben und Schwule sahen sich früher durch internalisierte Homophobie oft selbst als krank und minderwertig an. Sie versuchten oft nicht aufzufallen, ihre homosexuellen Facetten heimlich zu Hause oder in der Nacht zu leben, um möglichst keine Repressionen zu erfahren. Die organisierte Bewegung der 1940er- bis 1960er-Jahre wird auch Homophilenbewegung genannt. Man wollte sich gegenüber der Mehrheitsgesellschaft so weit wie möglich anpassen, buhlte vorsichtig um Toleranz und hoffte irgendwann doch Erfolg zu haben. Der Kreis (1943–1967) verstand sich beispielsweise als Zeitschrift der „homophilen Sache“. Die Autoren schrieben alle unter Pseudonymen und es wurden auch Feste gefeiert, die nur den Eingeweihten bekannt waren und wo man sich mit reellen oder erfundenen Rufnamen ansprach.

„Es geht nicht nur um eine Anerkennung von Seiten der Bevölkerung, sondern es geht um unser Verhalten unter uns. Wir wollen keine anonymen Vereine! Wir wollen eine gemeinsame Aktion, damit wir uns kennen lernen und uns gemeinsam im Kampf für unsere Probleme näherkommen und uns lieben lernen.“

In den USA fand am 19. September 1964 die erste öffentliche Demonstration für die Rechte von Homosexuellen nach dem Zweiten Weltkrieg statt. Vor dem US Army Induction Center in der Whitehall Street in New York City hielten zehn Männer und Frauen (vier Homosexuelle und sechs heterosexuelle Unterstützer) eine Mahnwache ab gegen die Ausmusterung und unehrenhafte Entlassung von Homosexuellen. Unterstützt wurde die Veranstaltung von der Sexual Freedom League. Am 17. April 1965 demonstrierten erstmals zehn Mitglieder der Mattachine Society of Washington (MSW) öffentlich vor dem Weißen Haus gegen die Diskriminierungen in Kuba und in den USA. Dem Mainstream der Homophilenbewegung war dieser öffentliche Protest nicht Recht, da sie nachteilige Publicity und größere Feindseligkeiten befürchteten. Für die Protestierer war es ein Erfolg, als die dritte Konferenz der East Coast Homophile Organization (ECHO) im Mai 1965 ihre Taktik befürwortete und zusagte, eine Reihe von Mahnwachen zu unterstützen. 1965 fanden noch sechs weitere Demonstrationen in Washington statt, die dank besserer Vorbereitung mehr Erwähnung in den Medien fanden.
Am Unabhängigkeitstag, dem 4. Juli 1965, demonstrierten vor der Independence Hall in Philadelphia rund 50 Personen der MSW, der Mattachine of New York (MSNY) und der Daughters of Bilitis um die Öffentlichkeit daran zu erinnern, dass einer großen Gruppe von Bürgern gleiche Rechte verwehrt werden, wie sie inklusive „life, liberty and the pursuit of happiness“ („Leben, Freiheit und Streben nach Glück“) in der Unabhängigkeitserklärung erwähnt werden. Es gab Meldungen im Regionalfernsehen und eine kleine Notiz auf der ersten Seite der Regionalzeitung. Aus der Mahnwache wurde der Annual Reminder Day („Jährliche Erinnerungstag“), der zuletzt 1969 kurz nach Stonewall mit 150 Teilnehmern abgehalten wurde und 1970 aufgegeben wurde um den ersten Christopher Street Liberation Day zu unterstützen. Die letzte Mahnwache in Washington fand am 3. Sonntag im Mai 1966 (Armed Forces Day) statt.
Von der ersten Mattachine-Demonstration an galt die von Franklin E. Kameny, dem Kopf MSW, ausgegebene Parole: „Wenn man für gleiche Angestelltenrechte kämpft, dann sollte man anstellbar ausschauen.“ Also trugen alle Damen Röcke und alle Herren Anzug und Krawatte. Die Demonstrationen gingen sehr brav und gesittet vor sich. Man marschierte eine Zeit lang im Gänsemarsch im Kreis und hielt seine Schilder hoch. Hand in Hand zu gehen wäre undenkbar gewesen, denn man wollte sich ja so zeigen, wie es sich die Gesellschaft wünscht. Diese sehr zurückhaltende Demonstrationskultur stach auch gegenüber den anderen Demonstrationen der Black-Power- und Bürgerrechtsbewegung und vor allem der Antikriegsbewegung gegen den Vietnamkrieg heraus. In Großbritannien war man auch schon ein wenig politisch, ebenso in den Niederlanden und in Dänemark, im deutschen Sprachraum waren dies nur vereinzelte Personen, 1969 konnten in Deutschland die ersten Homophilen-Organisationen gegründet werden.

„Da die Schwulen vom Spießer als krank und minderwertig verachtet werden, versuchen sie noch spießiger zu werden, um ihr Schuldgefühl abzutragen mit einem Übermaß an bürgerlichen Tugenden. Sie sind politisch passiv und verhalten sich konservativ als Dank dafür, dass sie nicht totgeschlagen werden.“

Die erste studentische Organisation formte sich in den Vereinigten Staaten mit der Student Homophile League (SHL) im Oktober 1966 an der Columbia University in New York und wurde von Robert A. Martin, Jr. (besser bekannt als Stephen Donaldson) gegründet, welcher seit Frühjahr 1965 Mitglied der MSNY war und den Sommer 1966 bei Kameny in Washington verbrachte. Nachdem prominente Studentenführer zustimmten Mitglied zu werden, konnte der Universitätsleitung die geforderte Mitgliederliste übergeben werden und die Gruppe wurde im April 1967 offiziell anerkannt. Am 1. Mai 1967 schrieb die New York Times auf der Titelseite: „Columbia Charters Homosexual Group“. Im selben Jahr folgten SHLs an der New York University und der Cornell University. Im Herbst 1968 wurde die Gruppe FREE an der University of Minnesota gegründet und fiel innerhalb der ECHO als radikale Kraft auf. 1968 schwand der ideologische Einfluss von Kameny und Donaldson, die Studentengruppen wurden bestimmender und es wurde formuliert, was man heute die „Gay-Liberation-Doktrin“ nennt. Ab Frühjahr 1969 veranstalteten die Studentenorganisationen integrative Tanzveranstaltungen, um sich selbst zu sponsern.

### Nach Stonewall

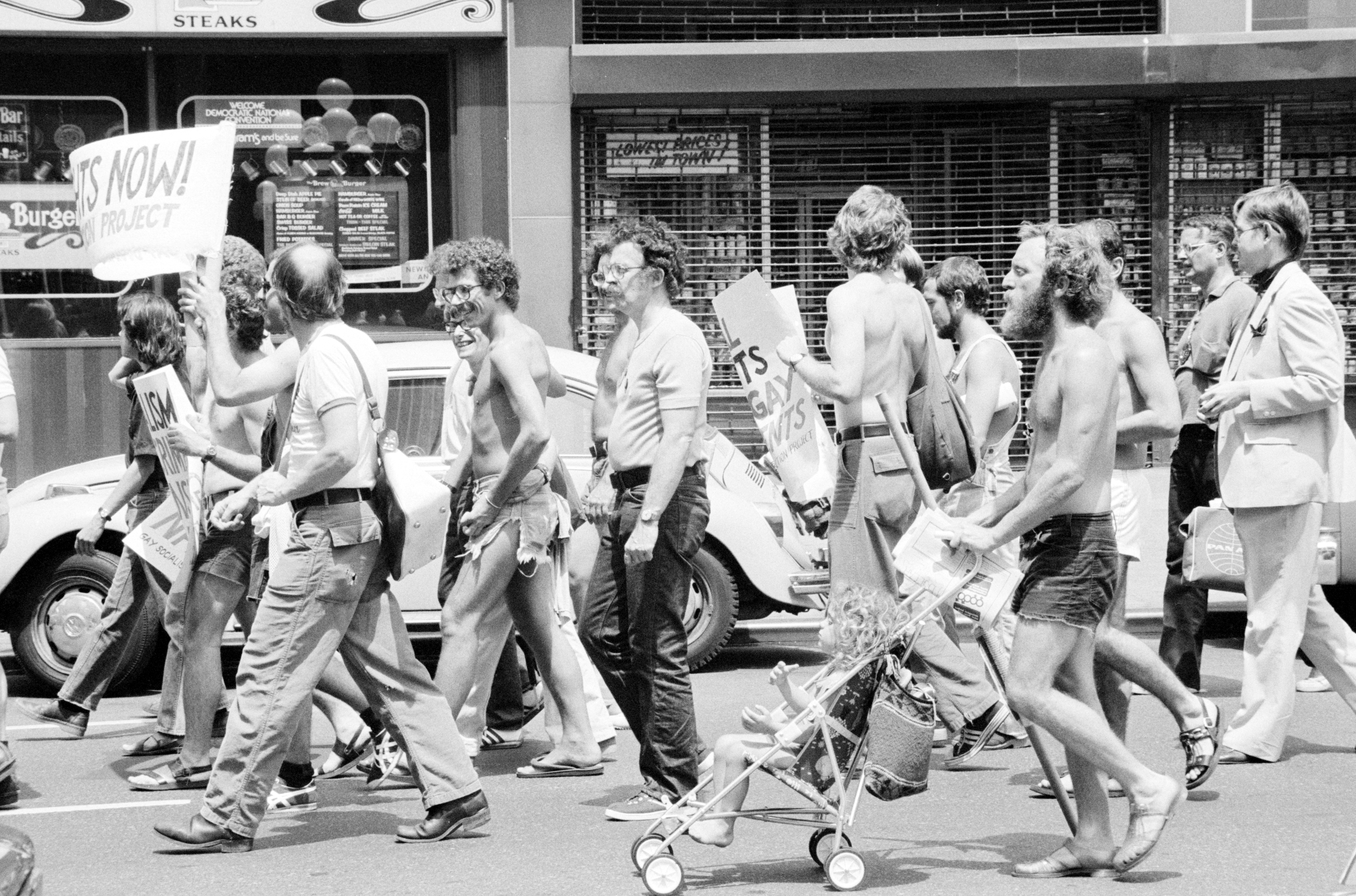
Marsch anlässlich der Democratic National Convention 1976 in New York

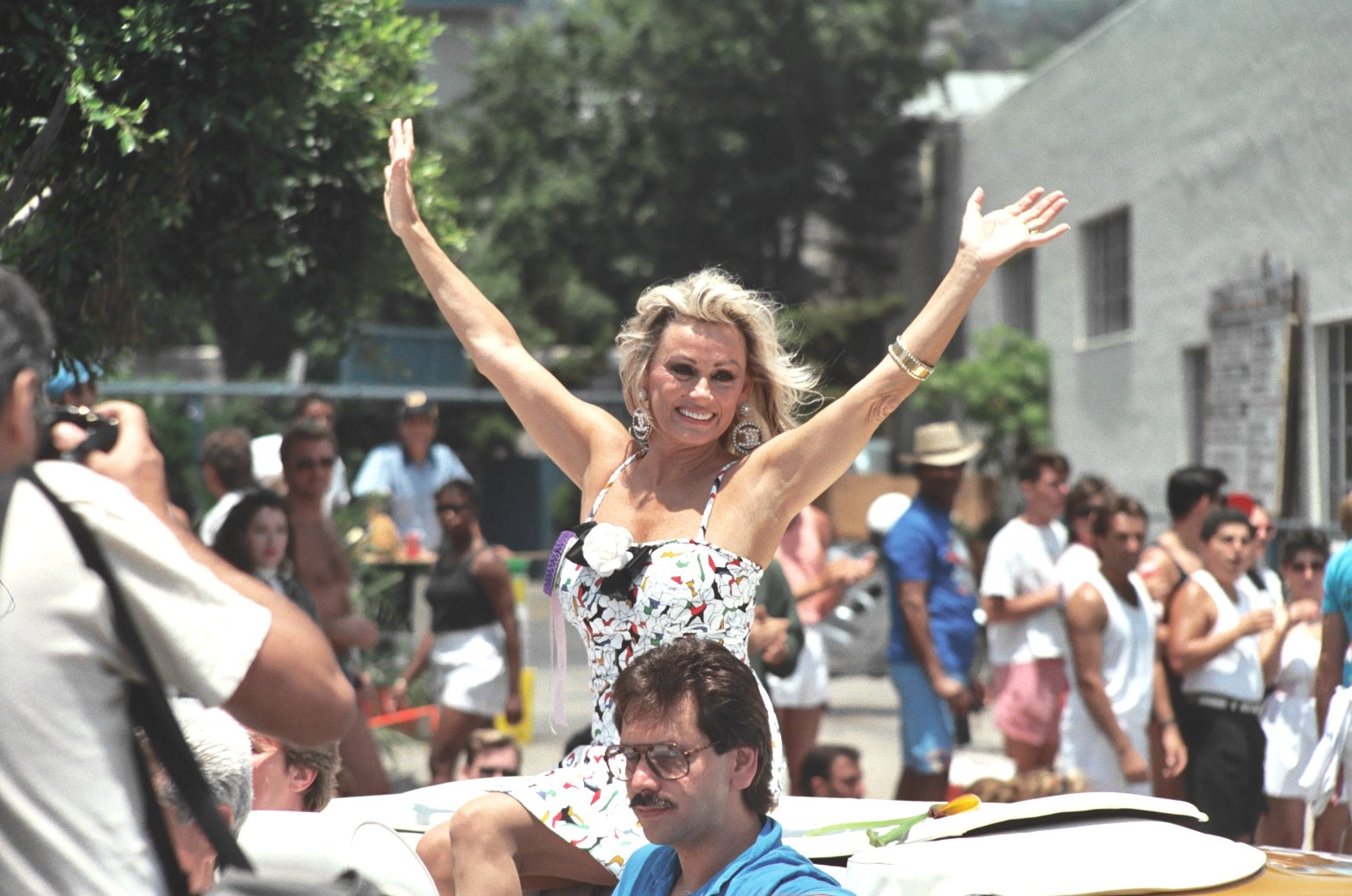
Mamie Van Doren am Gay Pride in Los Angeles 1987

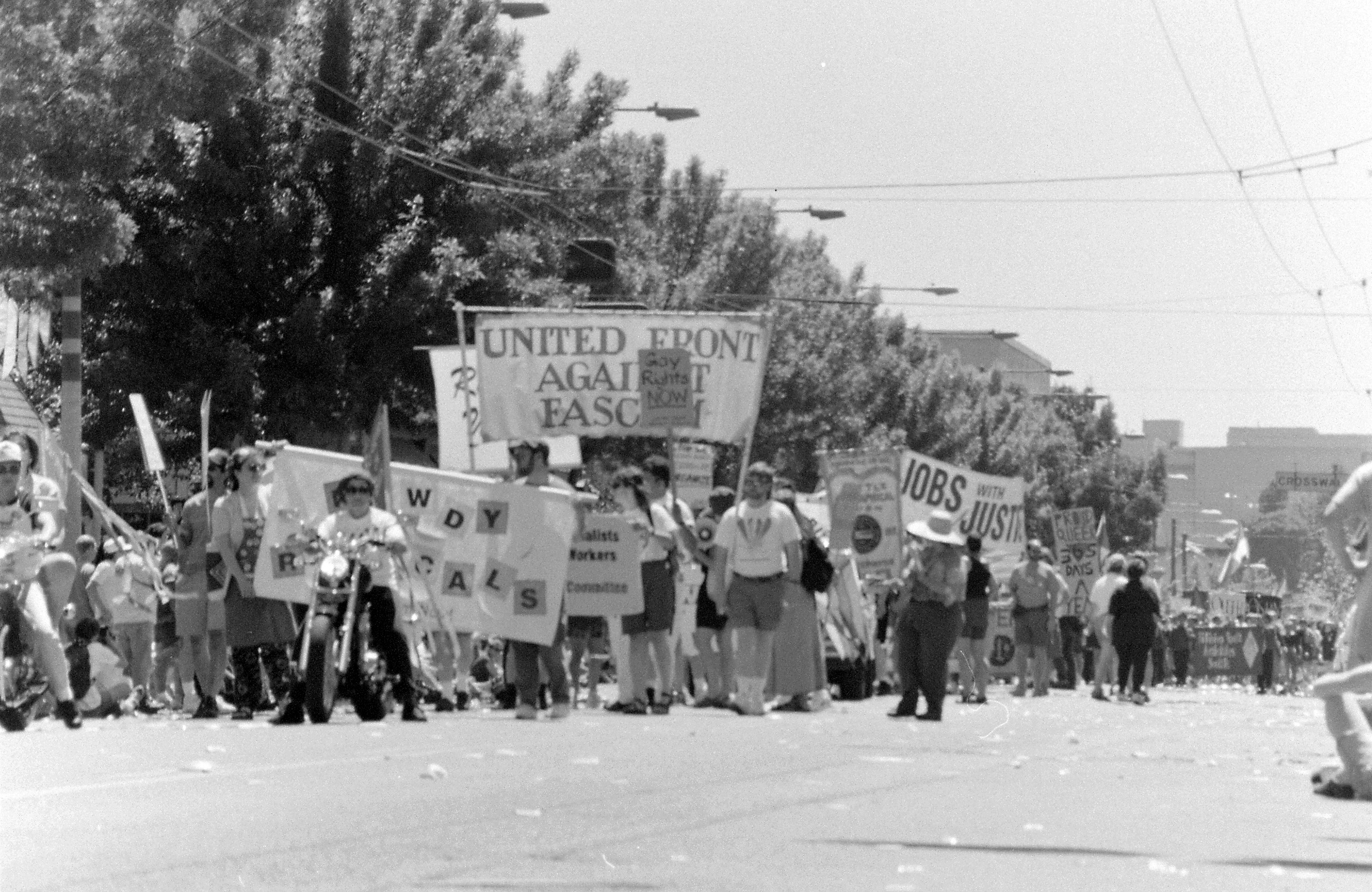
Seattle Pride 1995

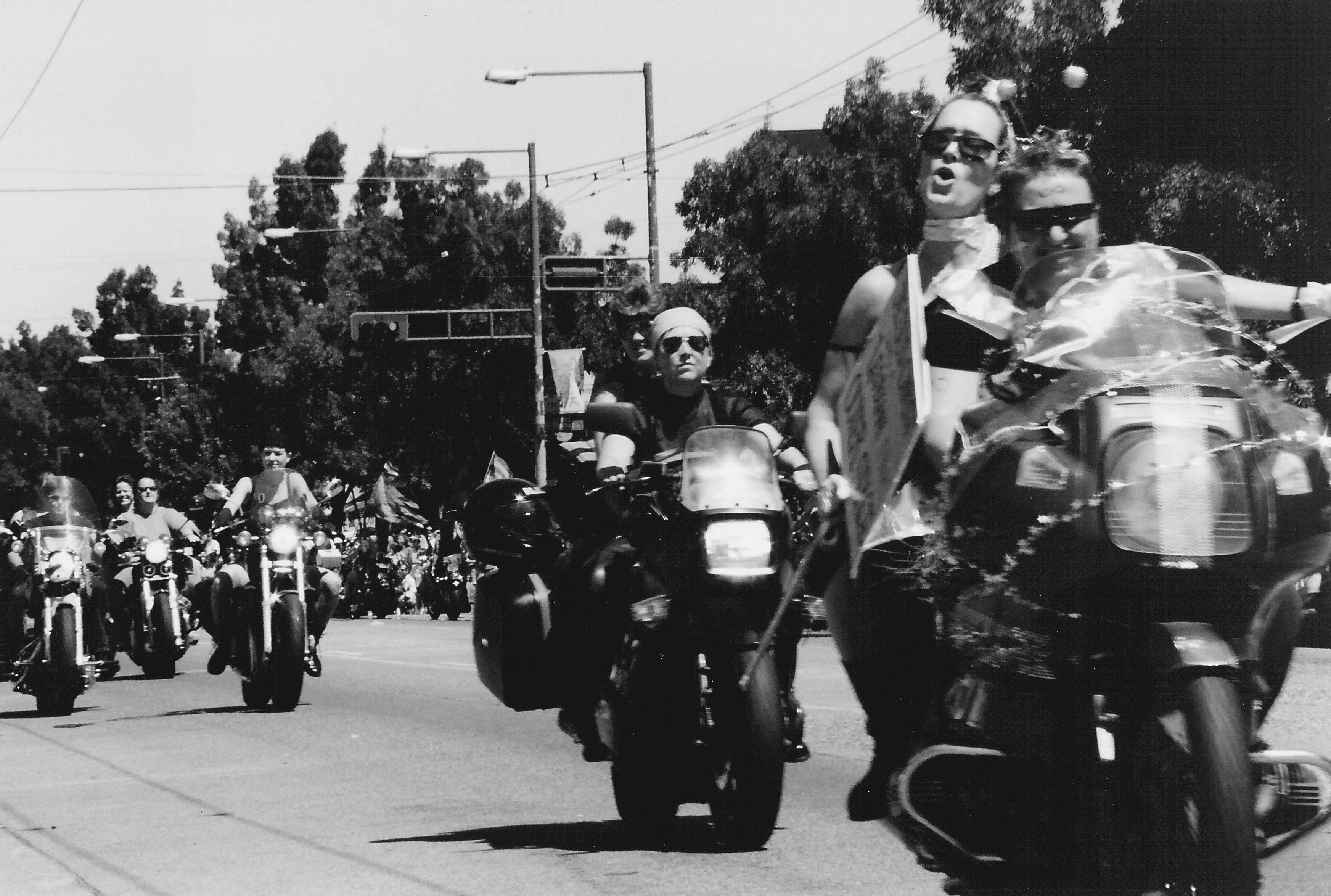
Dykes on Bikes am Seattle Pride 1995

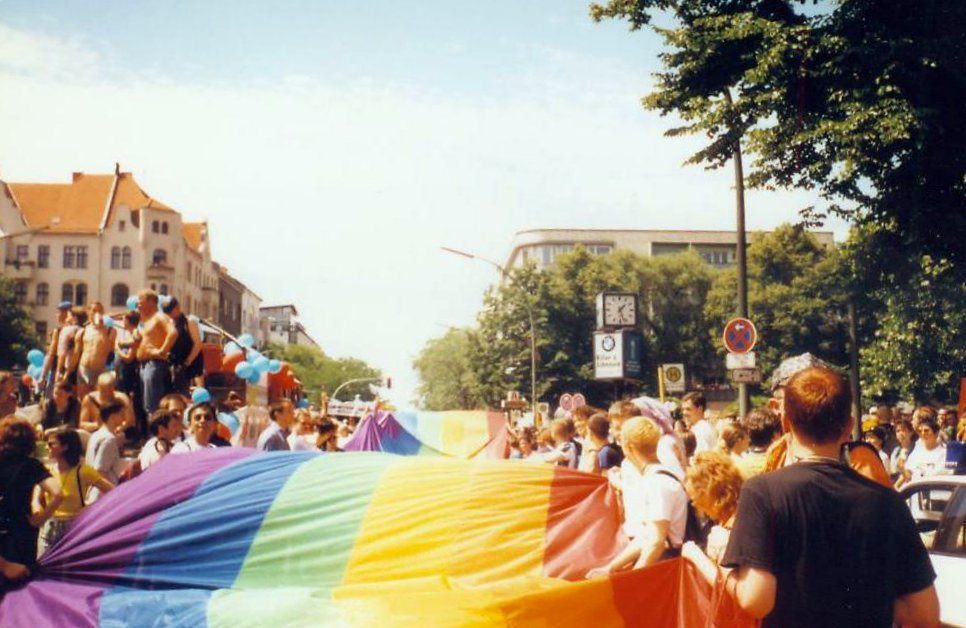
Christopher Street Day in Berlin 1997

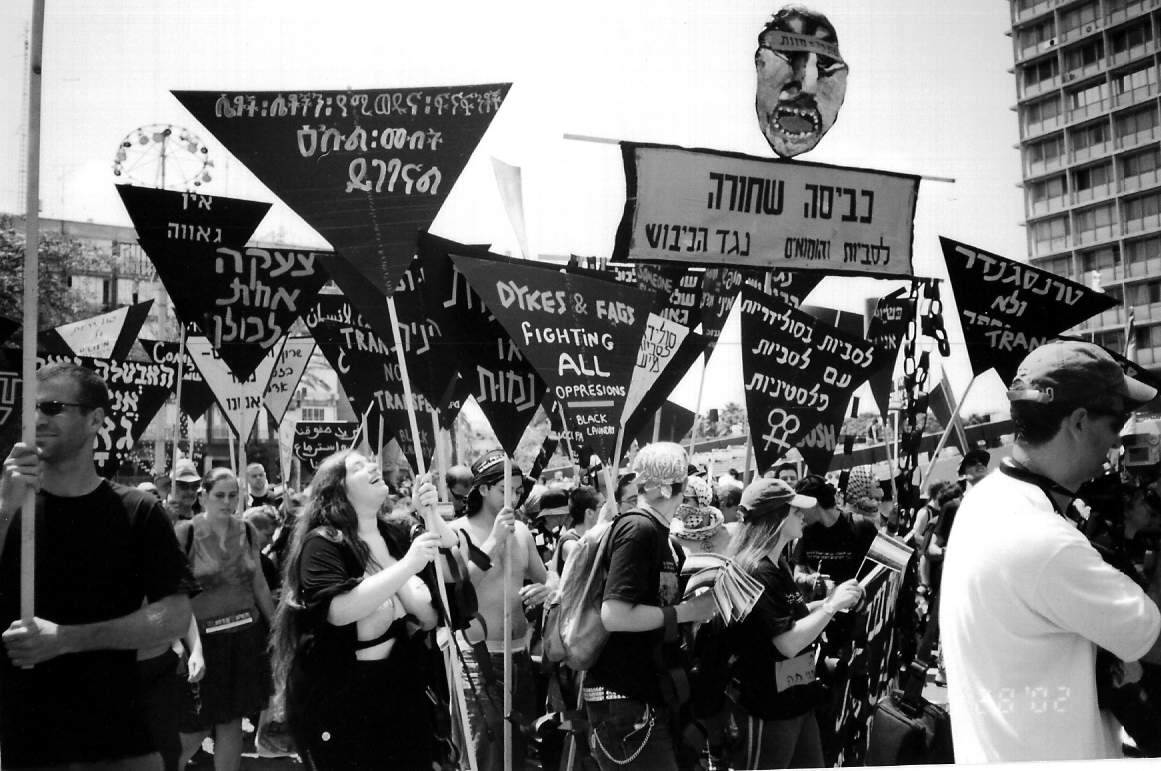
(Kvisa Shchora, „Black Laundry“) am Gay Pride 2002 in Tel Aviv, Israel

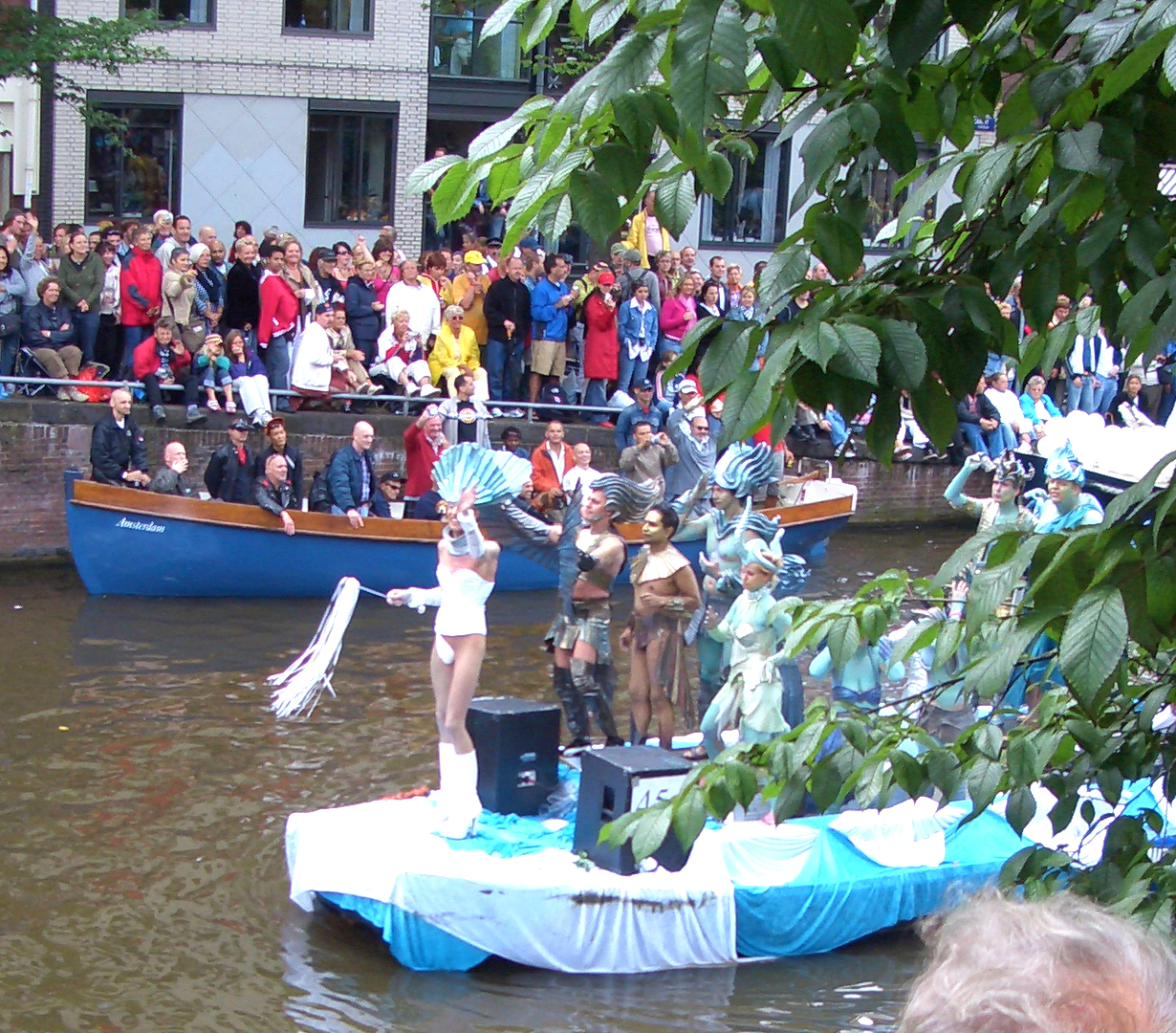
Gay Pride Amsterdam 2005

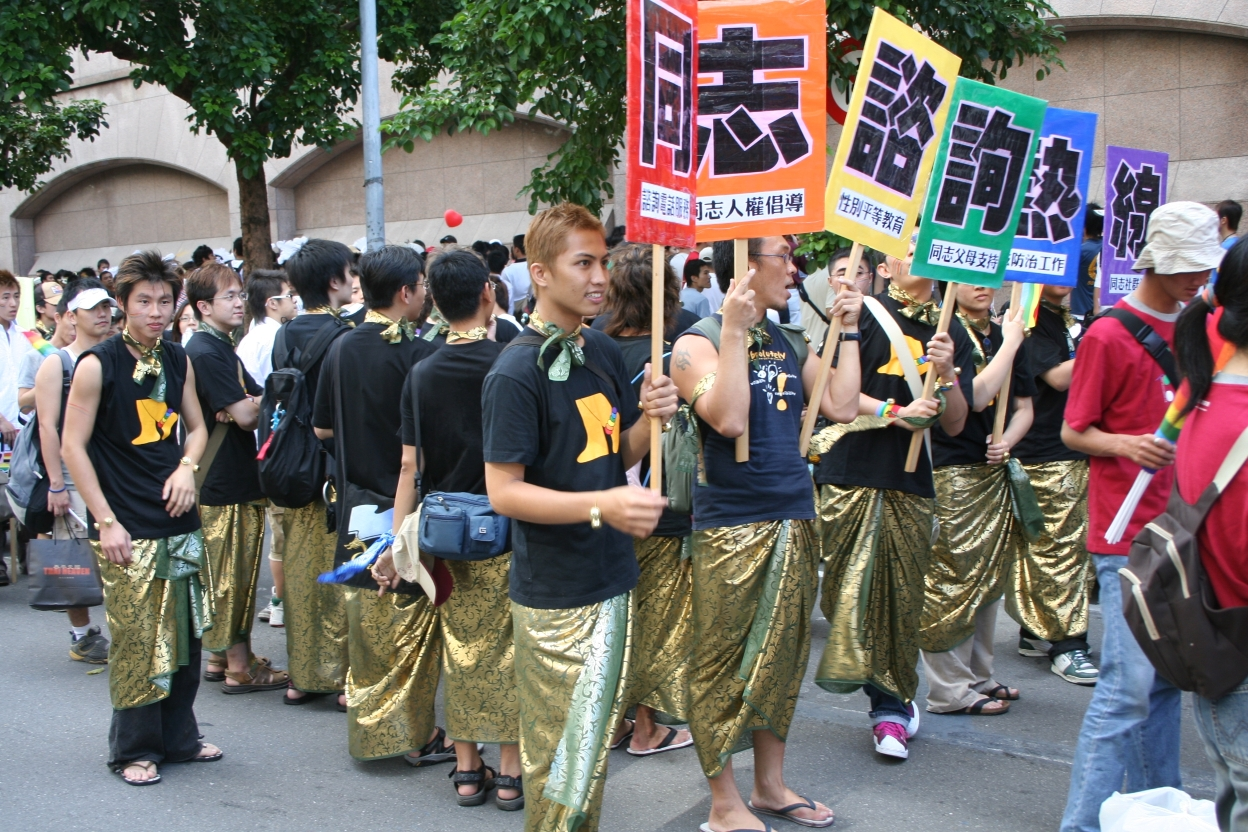
Taiwan Tongzhi Hotline Association am Taiwan Pride 2005

In der Nacht von Freitag, dem 27. Juni, auf Samstag, dem 28. Juni 1969, fand ab halb zwei Uhr morgens im Stonewall Inn in der Christopher Street in Greenwich Village eine der üblichen Razzien statt, ungewöhnlich war die späte Stunde. Nachdem die Besucher sich wie üblich in einer Reihe aufgestellt hatten, die übliche Identitätskontrolle stattgefunden hatte und sie nacheinander das Lokal verlassen konnten, gingen viele jedoch nicht nach Hause, sondern blieben vor dem Lokal stehen und Vorbeikommende gesellten sich dazu. Einzelne Verhaftete (Angestellte, Menschen in geschlechtsuntypischer Kleidung und Menschen ohne Ausweis) wehrten sich gegen ihren Abtransport. Es kam das Gerücht auf, dass das übliche Schmiergeld nicht bezahlt worden wäre. Die Menschen warfen Pennys auf die Polizisten und ihre Wagen, woraus Flaschen und Ziegelsteine wurden. Die Menschen wollten nicht mehr Opfer der Gesellschaft sein und die ihnen zugedachte Rolle spielen. Die Ereignisse eskalierten und es kam zur offenen Rebellion. „Gay Power!“ war eine Devise dieser Tage. Sehr zum Missfallen älterer Schwuler und der Mitglieder der Mattachine (MSNY) war dabei auf offener Straße auch provokant tuntiges und effiminiertes Verhalten sichtbar. In der ersten Nacht formierte sich gegenüber einer Reihe von Polizisten mit Schlagstöcken eine männliche „Kick-line“. (Eine Reihe von Showgirls, eine Chorus Line, die ähnlich wie beim Cancan jeweils einen Fuß in die Luft werfen.) Es wurden aber ebenso Demonstranten, welche von den Polizisten gefangen genommen wurden, wieder „zurückerobert“ und befreit. Die Polizisten waren überrascht, dass die Schwulen sich wehrten. Denn bis dahin waren es bequeme Verhaftungen, die keine Probleme bereiteten und die Statistik positiv beeinflussten.
Der damals 43-jährige Dichter Allen Ginsberg lebte in der Christopher Street. Als er hörte, was in der Nacht passiert war, meinte er: “Gay power! Isn’t that great! … It’s about time we did something to assert ourselves.” („Schwule Kraft! Ist das nicht großartig! … Es war an der Zeit, dass wir etwas getan haben um uns zu behaupten.“) Am Abend besuchte er erstmals das Stonewall Inn, und auf dem Nachhauseweg sagte er zu dem späteren Drehbuchautor (Rush of Fear) Lucian Truscott, einem Journalisten der Zeitung The Village Voice: “You know, the guys there were so beautiful – they’ve lost that wounded look that fags all had 10 years ago.” („Weißt du, die Jungs da waren so schön – sie haben den verletzten Blick verloren, den alle Schwuchteln vor 10 Jahren hatten.“) Die Unruhen gingen in der Nacht vom 28. auf Sonntag, den 29. Juni weiter. Am Montag, dem 30. Juni und Dienstag, dem 1. Juli regnete es und es kam nur zu vereinzelten Aktionen.
Stonewall war ein Wendepunkt und wird als Beginn der modernen Schwulen- und Lesbenbewegung und somit auch des modernen lesbisch-schwulen Selbstverständnisses und „Queerness“ angesehen. Kay Lahusen, welche 1965 die Mahnwachen fotografiert hatte, spezifizierte: “Up to 1969, this movement was generally called the homosexual or homophile movement … Many new activists consider the Stonewall uprising the birth of the gay liberation movement. Certainly it was the birth of gay pride on a massive scale.” („Bis 1969 wurde diese Bewegung generell Homosexuellen- oder Homophilenbewegung genannt … Viele neue Aktivisten betrachten den Stonewallaufstand als Geburtsstunde der Schwulenbefreiungsbewegung. Gewiss war es die Geburtsstunde schwulen und lesbischen Stolzes gewaltigen Ausmaßes.“) Am 4. Juli 1969 wurde der letzte Annual Reminder Day in Philadelphia abgehalten. Nach Erinnerung von Craig Rodwell, Begründer des Oscar Wild Bookshops, fühlte er sich in diesem Jahr durch Kamenys Regeln eingeengt. Als sich zwei Frauen spontan bei der Hand nahmen, trennte sie Kameny mit den Worten „None of that! None of that!“ („Nicht so etwas!“) Trotzdem kann sich Rodwell letztendlich an etwa zehn Paare erinnern, die sich an den Händen hielten. Sie machten Kameny wütend, aber es gab auch mehr Medienberichterstattung als bei den vorangegangenen Demonstrationen. Lilli Vincenz erinnert sich: “It was clear that things were changing. People who had felt oppressed now felt empowered.” („Es war klar, dass sich die Dinge verändern. Menschen die sich unterdrückt gefühlt hatten, fühlten sich jetzt ermächtigt.“)
Die Mattachine würdigte die Veränderungen im Verhalten in der Juli-Ausgabe ihres Newsletters mit einem Artikel unter dem Titel: „The Hairpin Drop Heard Around the World.“ („Das Fallenlassen der Haarnadel, welches in der ganzen Welt gehört wurde.“ Der Ausdruck „Hairpin drop“ war schwuler Jargon und bedeutete über die sexuelle Orientierung von jemandem Hinweise fallen zu lassen.) Die Methoden der Mattachine waren jenen, die durch die Aufstände inspiriert wurden, zu mild. Als vorgeschlagen wurde eine „amicable and sweet“ („rücksichtsvolle und süße“) nächtliche Kerzendemonstration zu veranstalten rief ein Mann aus dem Publikum: “Sweet! Bullshit! That’s the role society has been forcing these queens to play.” („Süß! Schwachsinn! Das ist die Rolle, welche die Gesellschaft den Tunten aufdrängte.“) Durch ein Flugblatt, welches verkündete: “Do You Think Homosexuals Are Revolting? You Bet Your Sweet Ass We Are!” („Glaubst du, die Homosexuellen rebellieren? Darauf kannst du deinen süßen Hintern verwetten!“) kam es bald zur Formierung der Gay Liberation Front (GLF). Sie war die erste Organisation, welche das verpönte Wort „Gay“ in ihrem Namen trug, im Gegensatz zu vielen früheren homophilen Organisationen, welche ihre Absicht verschlüsselten, indem sie undurchsichtige Namen verwendeten. Der Anstieg von Kampfgeist wurde offenbar, als die jahrelangen Homophilen-Aktivisten Frank Kameny und Barbara Gittings bei einem GLF-Treffen aufkreuzten um sich die neue Gruppe anzuschauen. Ein junges Mitglied fragte die beiden wer sie seien und was ihre Referenzen seien, worauf Gittings verblüfft stammelte: “I’m gay. That’s why I’m here.” („Ich bin gay. Darum bin ich hier.“) Innerhalb von sechs Monaten nach dem Aufstand wurde die stadtweite Zeitung Gay gegründet. Dies war als notwendig erachtet worden, nachdem die liberalste Zeitung der Stadt, The Village Voice, sich wegen des Wortes „Gay“ weigerte eine Anzeige der GLF zu drucken. Innerhalb von sechs Wochen wurden weitere Zeitungen mit den Titeln Come Out! und Gay Power gegründet. Die Leserschaft aller drei Zeitungen stieg schnell auf jeweils 20.000 bis 25.000 Menschen. Die Meetings der GLF waren chaotisch, auch von Kapitalismusdiskussionen durchsetzt, was neben verschiedener anderer Dinge zur Frustration vieler Mitglieder führte. Sie gründeten im Dezember 1969 die komplett auf Gay-Themen fokussierende und besser organisierte Gay Activists Alliance (GAA). Die Statuten begannen mit den Worten: “We as liberated homosexual activists demand the freedom for expression of our dignity and value as human beings.” („Wir als emanzipierte homosexuelle Aktivisten fordern freie Meinungsäußerung unserer Würde und Werte als menschliche Wesen.“) Als Taktik wurde „ZAP“ entwickelt, die öffentliche Konfrontation von Politikern während ihrer Pressetermine. Frank Kameny erinnert sich über diese Zeit: „By the time of Stonewall, we had fifty to sixty gay groups in the country. A year later there was at least fifteen hundred. By two years later, to the extent that a count could be made, it was twenty-five hundred.“ („Zur Zeit von Stonewall hatten wir 50 oder 60 Gruppen im Land. Ein Jahr später waren da mindestens 1.500. Und zwei Jahre später waren es, soweit man die Zählung erweitern konnte, 2.500.“)
Brenda Howard, bekannt als „Mother of Pride“, ist eine frühe bisexuelle Aktivistin der GLF und der GAA sowie sexpositive Feministin. Sie koordinierte die Gedenkkundgebung zum ersten Monatstag. Unter anderem mit Craig Rodwell koordinierte sie den Christopher Street Gay Liberation Day March am Sonntag, dem 28. Juni 1970, dem ersten Jahrestag von Stonewall. Die Genehmigung traf erst zwei Stunden vor Abmarsch ein. Die Demonstration begann mit ein paar hundert Teilnehmern in Greenwich Village, wurde unterwegs über die 51 Häuserblöcke immer länger und endete mit tausenden Teilnehmern im Central Park. Die New York Times berichtete auf der Titelseite, dass die Teilnehmer über 15 Häuserblöcke hinweg die gesamte Straße einnahmen. Wegen der Aufregung und aus Vorsicht vor den nicht vorhersehbaren Reaktionen der Schaulustigen auf die homosexuellen Parolen, dauerte der Marsch nur die Hälfte der vorgesehenen Zeit. Die befürchteten Gegenaktionen blieben jedoch weitgehend aus. Proklamiert wurde unter anderem „the new strength and pride of the gay people“ („die neue Stärke und der neue Stolz der Schwulen und Lesben“). Howard hatte später auch die Idee, weitere Veranstaltungen um den Marsch zu organisieren und eine Pride Week zu veranstalten.
Schon 1970 wurde am selben Tag auch von anderen Gruppierungen Demonstrationen in San Francisco und Los Angeles veranstaltet. Dort wurde der Tag Gay Freedom Day genannt, in Atlanta dann Gay Liberation Day. In Chicago wurde im ersten Jahr (1970) keine Marscherlaubnis erteilt, aber etwa 150 Menschen demonstrierten am Gehsteig marschierend. Als in immer mehr Städten in den USA gleichartige Veranstaltungen abgehalten wurden, übernahm man meist einen der beiden Namen.

### Beginn in Europa
In Europa wurde die erste Demonstration im November 1970 als Fackelzug mit 150 Teilnehmern in London veranstaltet.  Als zwei Jahre später etwa 2000 Menschen durch die Oxford Street zum Hyde Park zogen, wurde es erstmals Gay Pride March genannt.
In Deutschland fiel 1969 mit der Änderung des § 175 das Totalverbot homosexueller Handlungen. 1971 wurde der provokante Film Nicht der Homosexuelle ist pervers, sondern die Situation, in der er lebt uraufgeführt und im Januar 1972 erstmals im Fernsehen ausgestrahlt, unter anderem gegen den Willen des Hamburger Zweiges der IHWO (Internationale Homophile Welt-Organisation – Gruppe Norddeutschland e. V.), die wegen des darin gezeigten Bildes von männlichen Homosexuellen mehr Schaden als Nutzen befürchtete. Homosexuelle wurden noch immer psychiatrisch behandelt, man musste um seinen Job fürchten und es gab anfangs aus der neuen Bewegung starke Kritik an der kommerziellen Subkultur, deren Lokale meist nur nach Klingelzeichen Einlass gewährten. Sie wurde als kommerzielles Sexghetto beschrieben, wo sich der „anpassungswillige Kleinbürger bereitwillig auf das Sexuelle reduzieren lässt, gesprächsunfähig wird, Gefühl und Kommunikation verliert und mit Lust sich selbst gegenüber repressiv verhält, obwohl die Unterdrückung der Gesellschaft längst ihre Wirksamkeit verloren hat.“ Praunheim meinte deshalb: „Die Situation, die die Schwulen in Clubs und Saunen treibt, das eben ist die schizophrene Subkultur.“ Viele hatten auch nur kurze Sexerlebnisse, etwa auf den Klappen, und versteckten sich tagsüber. Und so kommt es auch am Ende des Films zu folgender zentralen Forderung:

„Wir müssen uns organisieren. Wir brauchen bessere Kneipen, wir brauchen gute Ärzte, und wir brauchen Schutz am Arbeitsplatz.
Werdet stolz auf eure Homosexualität!
Raus aus den Toiletten! Rein in die Straßen!
Freiheit für die Schwulen!“

Mehrere Aufführungen führten zu Diskussionen sowie Gründungen von Zusammenschlüssen und Vereinen, wie etwa der Homosexuellen Aktion Westberlin, aus der heraus im Laufe der Zeit weitere Berliner Vereine entstanden sind. So nahm in Deutschland die zweite, wieder radikalere Welle der Schwulen- und später auch Lesbenbewegung ihren Anfang, welche Anfangs stark von der extremen Linken beeinflusst war. Es zeigten sich verschiedene ideelle Einflüsse der 68er-Bewegung, manche sahen die einzige Lösung in einer kompletten und oft sehr radikal gesehenen Sexuellen Revolution für die gesamte Gesellschaft. Andere übertrieben (nicht bei der ersten Demonstration) stolz, provokant und frech „all die fürchterlichsten Vorurteile der Spießer über Schwule“ und zeigten sich grell im Fummel. Die neue Schwulenbewegung verdrängte relativ rasch die auf Unauffälligkeit und Anpassung bedachte Homophilenbewegung. Es gab auch keine wesentlichen wissensweitergebenden Verbindungen und durch die bis in die 1960er fortwirkende Zäsur des Nationalsozialismus war die neue Bewegung anfangs quasi eine geschichtslose Bewegung. Viele wussten nicht, dass es vor 1933 schon eine Homosexuellen-Bewegung gab, ja manchmal nicht einmal, dass es unter den Nationalsozialisten starke Hetze gegen Homosexuelle gegeben hatte. Neue Veröffentlichungen zur deutschen Homosexuellen-Geschichte vor 1933 kamen erst ab 1975 aus den USA. Öfters gab es zwischen der studentischen Schwulenbewegung und der Homophilenbewegung starke Animositäten. Aber auch unter den neuen bewegten Schwulen kam es zu Differenzen, welche zwischen 1973 und 1974 im Tuntenstreit gipfelten.
Der radikale Tenor in Sprache der Linken war nach Praunheims Film:

„Wir schwulen Säue wollen endlich Menschen werden und wie Menschen behandelt werden. Und wir müssen selbst darum kämpfen. Wir wollen nicht nur toleriert, wir wollen akzeptiert werden.“

Die ehemaligen Schimpfwörter schwul und warm, ab Mitte der 1970er Jahre auch lesbisch, wurden zu den neuen Identifikationsbegriffen und schwule Identität konnte sich spätestens in den achtziger Jahren als hegemoniale Vorstellung unangefochten durchsetzen. Die erste Demonstration Deutschlands fand am 29. April 1972 in Münster statt und die ersten Demonstrationen zum Christopher Street Day am 30. Juni 1979 in Bremen, Berlin, Köln und Stuttgart unter dem Motto „Gay Pride“. In der Schweiz fand der erste Christopher-Street-Liberation-Memorial Day am 24. Juni 1978 in Zürich statt. In Paris fand der erste Gay Pride im Jahr 1981 statt.
In Österreich fiel das Totalverbot 1971, wurde aber durch vier Paragraphen ersetzt, welche unter anderem ein Werbeverbot und quasi ein Vereinsverbot enthielten. Die 1979 gegründete – und dank pragmatischer Auslegung des Innenministeriums nicht untersagte – HOSI Wien begann am 26. April 1980 bei antifaschistischen Demonstrationen, sowie auf Einladung einer SPÖ-Bezirksgruppe im selben Jahr beim 1. Mai mitzumarschieren. Am 27. Juni 1981 gab es einen ersten Infostand in der Opernpassage, um an den Stonewallaufstand zu erinnern. Durch leere Versprechungen der Politiker und die Praxis der Zeitungen von Homosexuellen nur dann zu berichten, wenn sie ermordet wurden oder in Kriminalfälle verwickelt waren, griff man auch in Wien zur Provokation, um einmal ein Medienereignis der anderen Art zu initiieren und befand sich damit in der Tradition verschiedener Aktionen der 1968er und der Flitzer der 1970er. Zwei Männer vom losen Zusammenschluss Rosa Wirbel stürmten beim Neujahrskonzert 1982 nackt auf die Bühne und hielt das Transparent „Menschenrechte für Schwule“ hoch. Die Fernsehzuschauer bekamen nichts mit, da gerade eine Balletteinspielung gezeigt wurde, aber die Tageszeitungen berichteten auf der Titelseite. Die HOSI Wien war informiert, distanzierte sich aber – vor allem wegen des Werbe- und Vereinsverbots und weil man vermutete ein Gutteil der Mitglieder werde die Aktion nicht mittragen – in einer Presseaussendung. Im Februar konnte man kurzzeitig am Wiener Opernball die Transparente „Menschenrechte für alle“ und „Arsch im Mund – Kein krummer Hund“ aufspannen und Flugzettel verteilen. Im selben Jahr wurden in der Stadt Plakate mit dem Titel „Schwul – na und?“ aufgehängt, auf denen man berühmten Personen positive Aussagen über Homosexualität in den Mund legte. Die HOSI veranstaltete am 26. Juni 1982 ein Gay-Pride-Fest im Amerlinghaus und einen Fackelzug zum Maria-Theresia-Denkmal, der in den Jahren darauf wiederholt wurde. (Kaiserin Maria Theresia schuf mit der Constitutio Criminalis Theresiana das erste einheitliche Strafgesetzbuch Österreichs, das aber auch die Todesstrafe für Homosexuelle enthielt.) Im Jahr 1984 gab es dann vom 17. bis zum 29. Juni eine Warme Woche mit der ersten Wiener Gay-Pride-Demo durch die Innenstadt. Es folgten in den Jahren darauf weitere, in der Relation zu heute, kleine Demonstrationen, wobei dem Hochzeitsumzug vom Juni 1989, zum zehnjährigen Jubiläum der HOSI und nach Beschluss gleichgeschlechtlicher Partnerschaften in Dänemark, mit abschließender Show-„Trauung“ zweier Paare, besondere mediale Aufmerksamkeit zuteilwurde. Seit 1996 findet jährlich die Regenbogenparade statt.

### Veränderungen, Situation heute

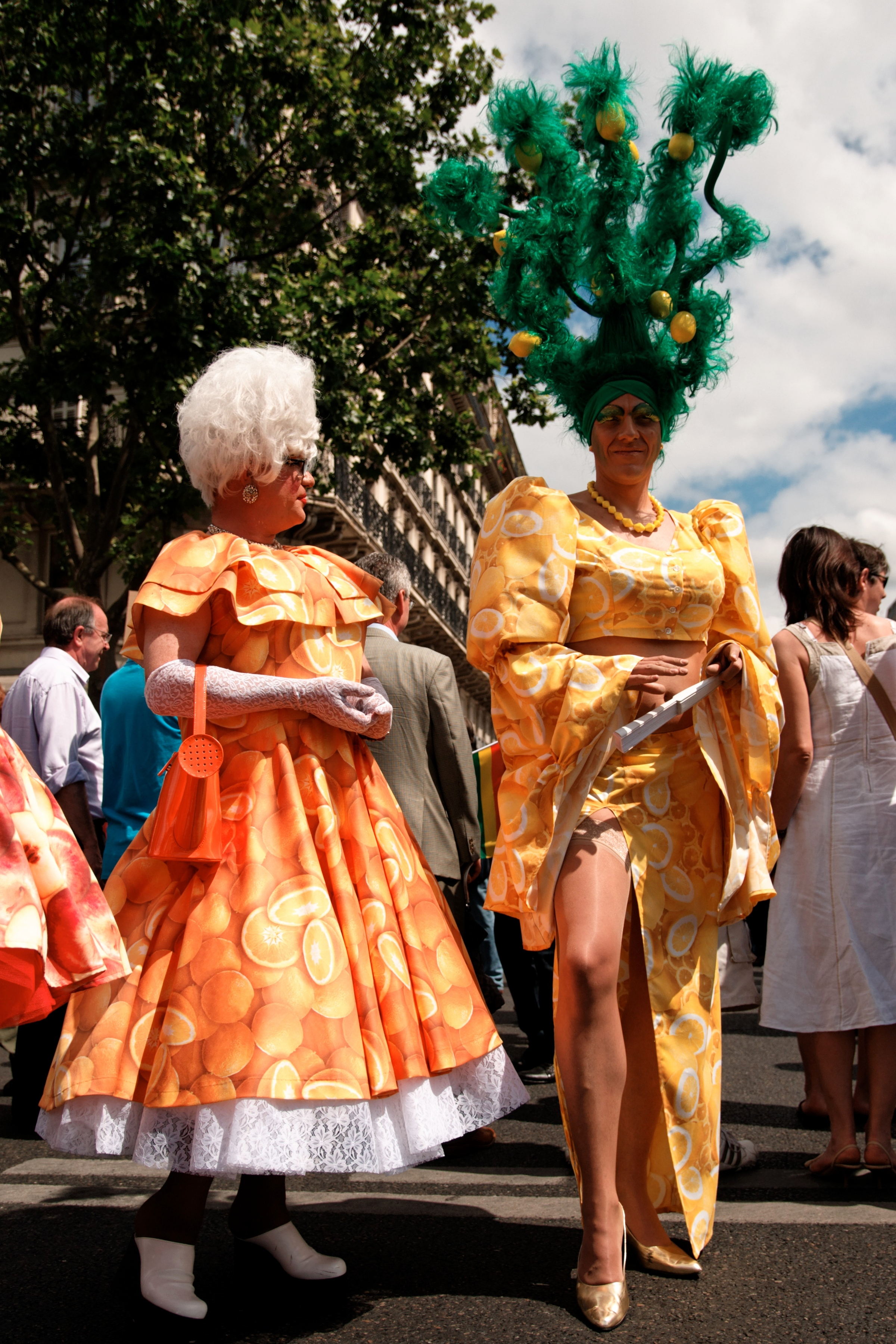
Drag Queens beim Gay Pride 2008 in Paris

In den 1980ern fand in den USA eine bedeutende kulturelle Veränderung bei den Gedenkmärschen statt. Zusätzlich gibt es in den USA – im Vergleich zum deutschsprachigen Raum – eine weitreichendere und vielfältigere Paradentradition zu allen möglichen Themen, wie beispielsweise die Puerto Rican Day Parade oder die irischstämmige Saint Patrick’s Day Parade. Die früher relativ lose organisierten Märsche und Paraden wurden immer mehr von organisierteren und weniger radikalen Mitgliedern der Gay Community veranstaltet. Die Märsche begannen unter dem Druck konservativerer Kräfte in der schwul-lesbischen Gemeinschaft die Begriffe „Liberation“ und „Freedom“ aus ihren Namen zu entfernen und mit der Philosophie des „Gay Pride“ zu ersetzen. In der liberaleren Stadt San Francisco wurde der Name der Parade und des Festes erst 1994 in Gay Pride Day Parade geändert.
In der Bewegung haben im Endeffekt jene Organisationen überlebt, die auf einen pragmatischen Kurs schwenkten, denen zahnloser Kampf und bedingungslose Anpassung der Homophilenbewegung ebenso fernstand wie utopischer Radikalismus der ersten Gruppen Anfang der 1970er. Heute werden weltweit ähnliche Veranstaltungen als Demonstration gegen Diskriminierung und oft auch als Feiern für das Erreichte abgehalten. Man zeigt selbstbewusst, dass man existiert. Je nach gesellschaftlicher Lage verkleiden sich einige farbenfroh und feiern ausgelassen, was auch viele heterosexuelle Zuschauer und die Medienaufmerksamkeit anzieht und hilft die gesellschaftlichen und politischen Anliegen zu verbreiten. Durch die oftmalige Konzentration der Bildauswahl auf Drag-Queens und vollbusige Lesben entsteht in den Medien aber auch ein verzerrtes Bild von der Parade und Schwulen, Lesben und Bisexuellen allgemein. Dass vor allem die anonyme Menschenmenge, Verkleidete und sich „extra in Szene“ setzende Personen abgelichtet werden, hat auch einen rechtlichen Grund: Im Jahr 2002 wurde auf dem CSD in Würzburg ein Mann, der sich bei seinen Eltern und im beruflichen Umfeld nicht geoutet hatte, in inniger Umarmung mit einem anderen abgelichtet. Das Bild wurde zwei Jahre später als Symbolfoto veröffentlicht; weil die Zeitung damit das Recht am eigenen Bild verletzt hatte, verurteilte das Münchner Landgericht sie zu 5200 Euro Schadenersatz. Das Gericht führte noch aus, dass das Bild allerhöchstens in zeitlicher Nähe zur Veranstaltung hätte veröffentlicht werden dürfen, doch selbst dann hätte man den sich nicht auffällig verhaltenden Kläger nicht in Großaufnahme aus der anonymen Menge herausholen dürfen.

## Besondere Prides
Die Gay Pride Istanbul (İstanbul Onur Yürüyüsü) ist mit 100.000 Teilnehmern der größte schwule Marsch des Stolzes in ganz Osteuropa.

### March on Washington
Wie auch bei anderen Bürgerrechtsbewegungen (z. B. beim „March on Washington for Jobs and Freedom“, „Marsch auf Washington für Arbeit und Freiheit“ vom August 1963) findet bei gegebenen Anlass ein Marsch auf die Bundeshauptstadt Washington statt, an dem Personen aus dem ganzen Land teilnehmen.
- Am 14. Oktober 1979 fand die erste National March on Washington for Lesbian and Gay Rights mit über 100.000 Teilnehmern statt. Es waren zehn Jahre seit Stonewall vergangen, man protestierte gegen den antihomosexuellen Kreuzzug von Anita Bryant und prangerte die milde Bestrafung von Dan White für die im Jahr davor stattgefundene Ermordung des ersten offen schwulen Politikers Harvey Milk an.[46]
- Über 500.000 Menschen kamen am 11. Oktober 1987 zum Second National March on Washington for Lesbian and Gay Rights in die Hauptstadt. Man demonstrierte gegen das Höchstgerichtliche Urteil Bowers v. Hardwick aus dem Vorjahr, welches die Rechtmäßigkeit der „Sodomiegesetze“ bestätigte und kritisierte die Regierung für ihre Untätigkeit im Kampf gegen Aids. Bei dieser Veranstaltung wurde auch erstmals der NAMES Project AIDS Memorial Quilt gezeigt.[46]
- Für den March on Washington for Lesbian, Gay and Bi Equal Rights and Liberation am 25. April 1993 schätzten die Veranstalter knapp 1 Million Teilnehmer. Der Umgang mit Aids blieb ein Thema. Außerdem protestierte man gegen den Ausschluss Homosexueller aus dem Militär, was im selben Jahr durch die Devise Don’t ask, don’t tell ersetzt wurde, gegen Gesetze, welche die Rechte von LGBT-Menschen nicht schützten, und einige andere Dinge. Über das gesamte Wochenende hinweg fanden über 300 Veranstaltungen statt inklusive einer Kerzenwache beim United States Holocaust Memorial Museum, einem Marsch zum Nationalfriedhof Arlington als Ehrung der schwulen, lesbischen und bisexuellen Veteranen, einer Massen-Hochzeit-Demonstration, um die Rechte gleichgeschlechtlicher Paare zu fördern, einem „Dyke March“ (Lesbenmarsch) und verschiedene soziale Veranstaltungen.[46]
- Im Jahr 2000 fand am 30. April der Millennium March on Washington statt. Die Schätzung der Teilnehmer schwankt zwischen 200.000 und einer Million. Es wurde für ein Ende von Hate crimes demonstriert, wobei auch die Eltern von Matthew Shepard, einem Opfer homophober Gewalt und Verwandte von James Byrd Jr., einem afroamerikanischen Opfer rassistischer Gewalt, anwesend waren. Weiters wurde für die Rechte von gleichgeschlechtlichen Paaren und Eltern demonstriert sowie für die Verabschiedung eines nationalen Nicht-Diskriminierungsgesetzes für Arbeitnehmer.[46] Es sprachen viele berühmte Persönlichkeiten und es gab auch eine Video-Grußbotschaft von Präsident Clinton.[47] Im Robert F. Kennedy Memorial Stadium fand unter dem Titel Equality Rocks ein durch die Human Rights Campaign veranstaltetes Konzert statt, bei dem unter anderem Melissa Etheridge, George Michael, Pet Shop Boys, Garth Brooks, und k.d. lang auftraten.
- 30 Jahre nach dem ersten National March on Washington for Lesbian and Gay Rights fand am 11. Oktober 2009 der National Equality March statt, an dem 150.000 Menschen teilnahmen. Er stand unter dem Motto: „Gleicher Schutz in allen Bereichen des Zivilrechts in allen 50 Staaten.“ Große Themen waren die geforderte Aufhebung der „Don’t ask, don’t tell“ (etwa „Frage und erzähle nicht“)-Regelung beim Militär, die Öffnung der Ehe in allen Bundesstaaten und die Aufhebung des Verbots der Anerkennung gleichgeschlechtlicher Partnerschafts-Rechtsinstitute. Als prominente Unterstützer kamen etwa die Schauspielerin Cynthia Nixon, die Sängerin Lady Gaga, die Mutter von Matthew Shepard Judy Shepard sowie der Sprecher der National Association for the Advancement of Colored People Julian Bond. Erstmals war der Marsch nicht von großen Gruppen organisiert, sondern von Basisorganisationen aus allen Bundesstaaten.[48] Ein Sprachrohr des 60-köpfigen Präsidiums des neuen Netzwerkes Equality Across America war Cleve Jones.[49]

### Cologne Pride
Der Cologne Pride ist der größte Pride in Deutschland. Ein zweiwöchiges LGBTQI Festival mit über 82 queerpolitischen Veranstaltungen und dem CSD Wochenende (Fr–Sa.) am ersten Wochenende im Juli, gekrönt von der CSD Demo 2018 mit über 177 teilnehmenden Gruppen und 1,2 Millionen Besuchern.

### Amsterdam Gay Pride
Seit 1996 gibt es die Gay Pride in Amsterdam, eine Canal Parade, welche in der Prinsengracht und Amstel stattfindet, jährlich am ersten Samstag im August. 2008 wurde die Amsterdam Gay Pride zur besten Gay Pride in Europa ausgerufen.

### Europride

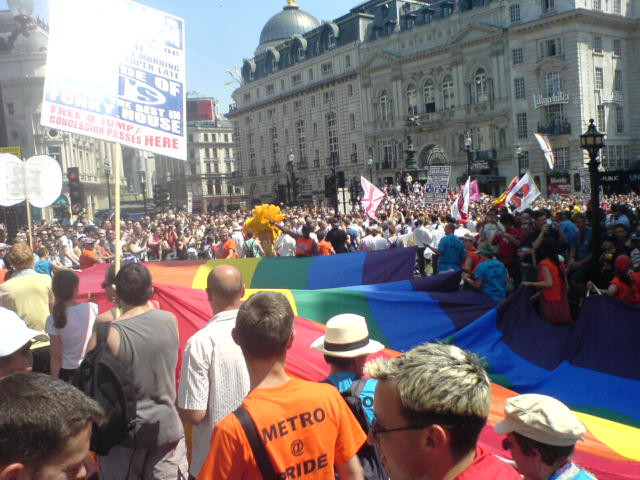
Regenbogenflagge am Europride 2006 in London

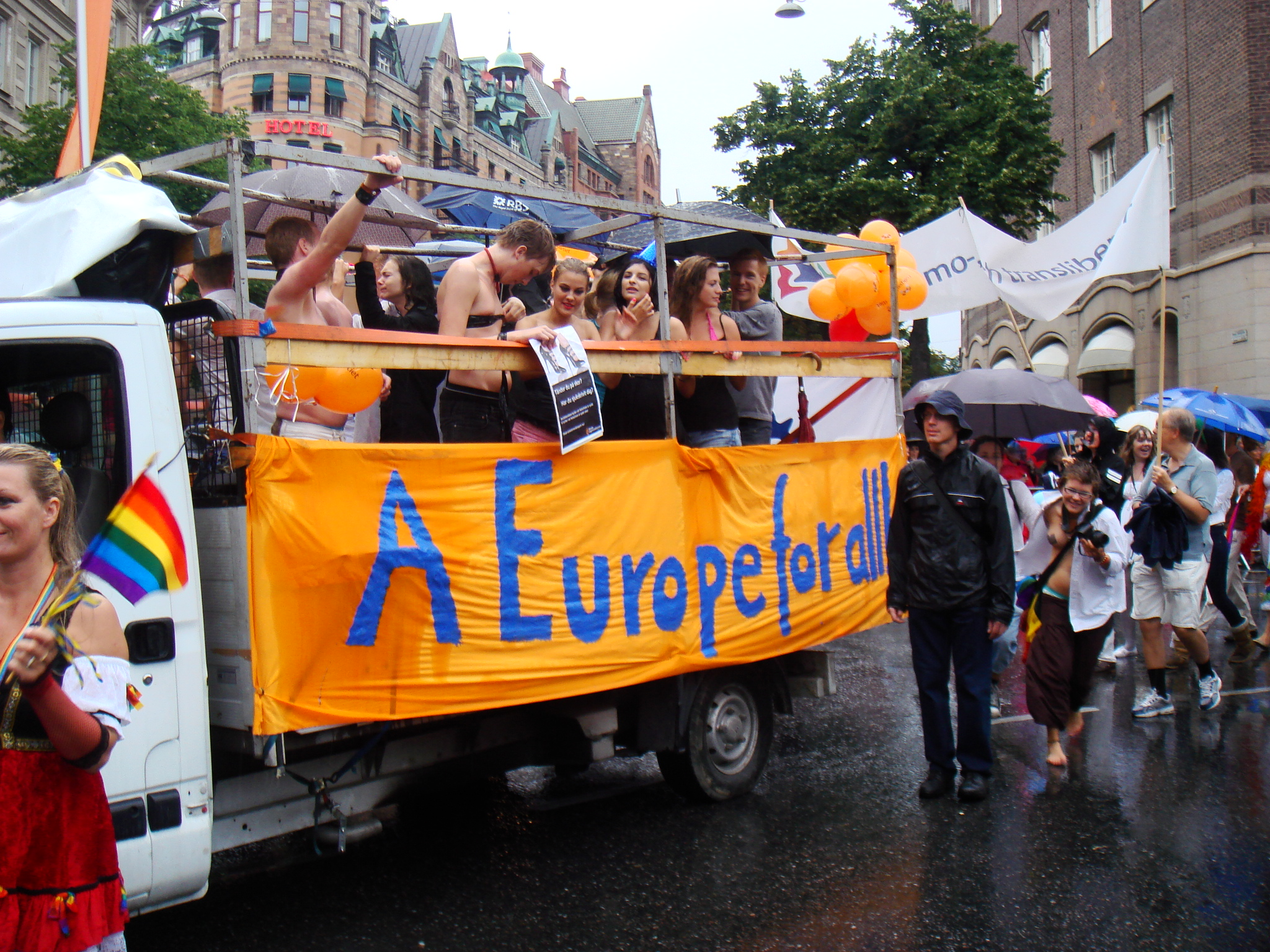
Europride 2008 in Stockholm

Seit dem Jahre 1992 vergibt die EPOA (European Pride Organizer’s Association, „Verband europäischer CSD-Organisationen“) jeweils an eine Stadt den Titel Europride. Dieser CSD wird größer angelegt, und es gibt ein breiteres Rahmenprogramm, um internationale Beachtung zu erreichen. Vor allem west- und nordeuropäische Städte sind bisher Veranstaltungsorte gewesen, aber auch Riga und Warschau.

### World Pride

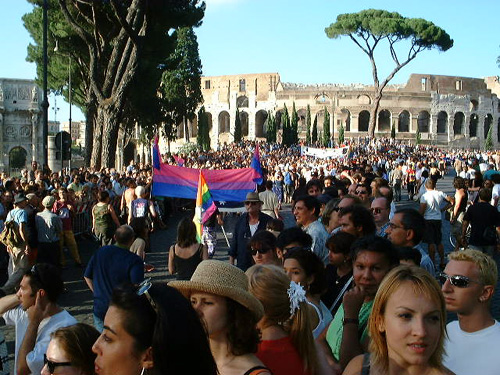
World Pride 2000 in Rom

Der Titel World Pride wird in unregelmäßigen Abständen von der Organisation InterPride, einem internationalen Zusammenschluss von Pride-Veranstaltern, in Lizenz an eine Veranstaltung vergeben.
- 2000: Rom,  Italien
- 2005/2006: Jerusalem,  Israel
- 2012: London,  Vereinigtes Königreich
- 2014: Toronto,  Kanada
- 2017: Madrid,  Spanien
- 2019: New York City,  Vereinigte Staaten
- 2021: Kopenhagen,  Dänemark & Malmö,  Schweden
- 2023: Sydney,  Australien
- 2025: Amsterdam,  Niederlande (geplant)
- 2026: Kapstadt,  Südafrika (geplant)

## Debatte
Innerhalb der Gay-Community weisen manche den Gedanken von Gay Pride zurück, da sie darin eine übertriebene Betonung der sexuellen Orientierung sehen. Die daraus resultierender Identitätssicht und Identitätspolitik wird, nach dem Rückgang der Stigmatisierung, als überflüssig betrachtet. Ebenso gibt es einen Diskurs darüber, ob der Begriff des Stolzes passend ist. Die häufigste Kritik betrifft die Art und Weise der Paraden, welche manche als Mangel an Diskretion zum Nachteil der öffentlichen Moral empfinden und, wegen ihrer Angreifbarkeit, als nachteilig zur Durchsetzung der Homosexuellenrechte ansehen. Sie schlagen vor, den „grellen Aktivismus“ abzuschwächen, um eine bessere Integration in den Mainstream zu erreichen.
Der Politikwissenschaftler Christopher Pepin-Neff hält LGBT-Pride für unangemessen, solange die zahlreichen Schwierigkeiten, mit denen queere Menschen insbesondere aus marginalisierten Gruppen konfrontiert sind, nicht tatsächlich behoben werden, darunter zählt er eine hohe Suizidrate, Obdachlosigkeit, Tötungen, Diskriminierung und Mobbing. Er stellte 2021 fest, dass trotz der zahlreichen Pride-Events in den Vereinigten Staaten, bei denen insgesamt über 12 Mio. Menschen anwesend waren, keinerlei bundesweite gesetzliche Änderungen, bloß ein paar wenige Gesetze auf Staatenebene, und keine zusätzliche Finanzierung für LGBT-Organisationen bewirkt wurden. Die LGBT-Pride sei mittlerweile von Unternehmen vereinnahmt worden, die in Produkten und Marketing LGBT-Unterstützung zu einem Konsumgut verarbeiten (rainbow capitalism), das sich vor allem an die konsumerstarke weiße Mittelklasse richte. Dadurch gerieten die deutlich stärker von Diskriminierung betroffenen aber weniger konsumstarken Gruppen aus dem Fokus. Die LGBT-Unterstützung sollte sich seiner Meinung nach aber stärker auf diese marginalisierten Randgruppen fokussieren, diejenigen aus der LGBT-Community, die in Armut und unsicheren Verhältnissen leben oder etwa People of Color, die in besonderer Weise von Diskriminierungen betroffen seien.

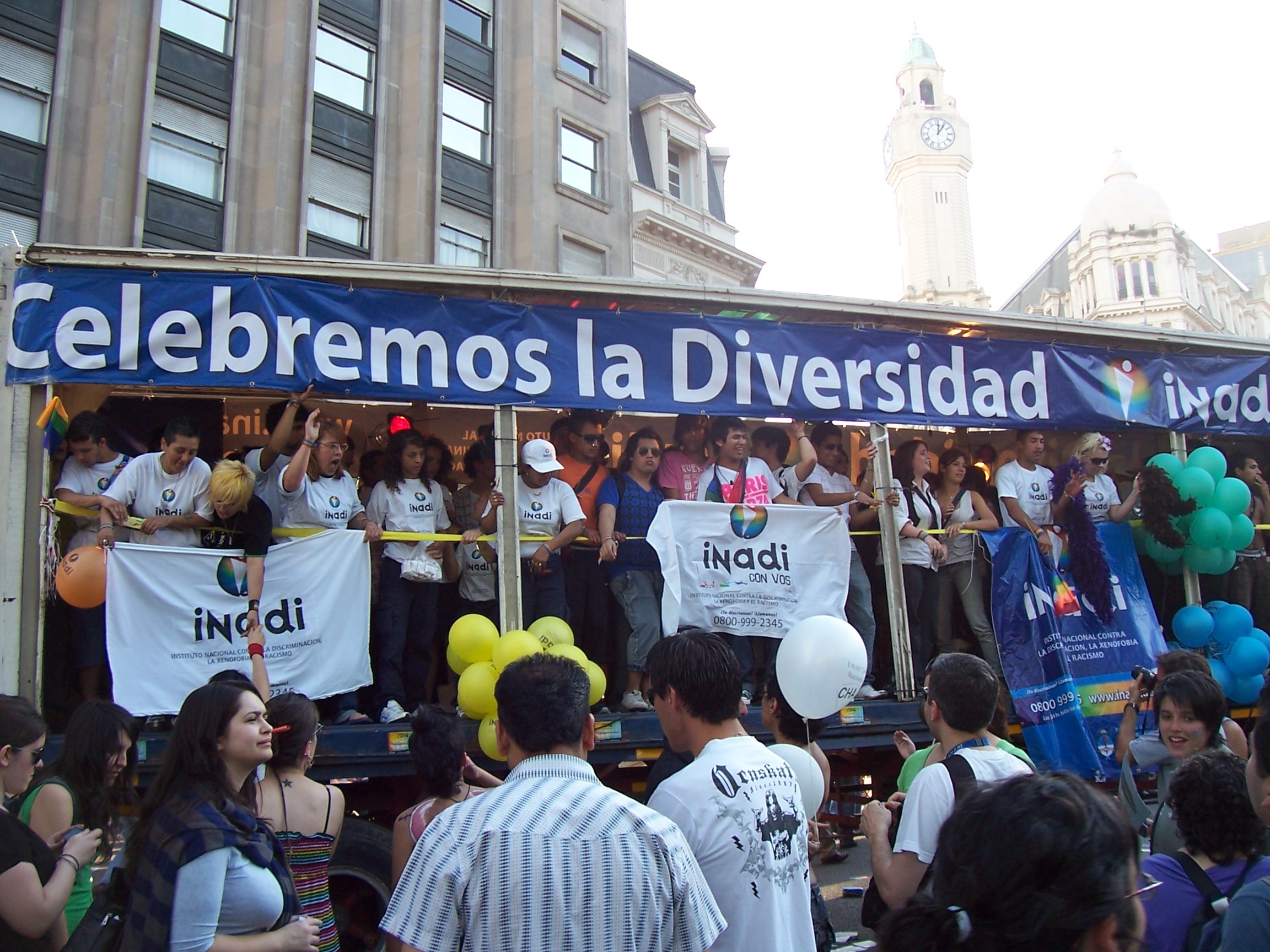
Gay Pride Parade 2008 in Buenos Aires, Argentinien
„Celebremos la Diversidad“
(„Wir feiern die Verschiedenheit“)

Königin Sofía von Spanien kritisierte in einem Interview im Oktober 2008 anlässlich ihres 70. Geburtstages Gay-Pride-Paraden und die gleichgeschlechtliche Ehe. „Ich kann verstehen, akzeptieren und respektieren, dass es Menschen mit anderen sexuellen Tendenzen gibt, aber warum sollten sie stolz sein gay zu sein? Sollen sie auf Paradenwagen fahren und laut protestieren?  Wenn alle von uns, welche nicht gay sind, auf der Straße demonstrieren würden ... würde der Verkehr in jeder Stadt stillstehen.“
Daneben gibt es Stimmen, die die allgemeine Notwendigkeit solcher Bewegungen anzweifeln. Es gebe ja schon Gleichheit, man fordere ja auch keinen Heterotag und Heterorechte. Diese Aussagen sind nicht neu. Schon 1978 – als im Vereinigten Königreich das Totalverbot schon gefallen war, aber noch eine spezielle Schutzaltersgrenze von 21 Jahren galt – sang Tom Robinson in seinem von vermeintlichen Widersprüchlichkeiten geprägten Lied Glad to be gay:
Put down the queens and tell anti-queer jokes

Gay Lib's ridiculous, join their laughter

“The buggers are legal now,
 what more are they after?”

Sing if you're glad to be gay.

Sing if you're happy this way.
Setze die Tunten herab und erzähle anti-queere Witze

Schwulenbefreiung ist lächerlich, stimm in die Lacher ein

„Die Arschficker sind jetzt legal,

was wollen sie mehr?“

Sing, wenn du froh bist, schwul zu sein.

Sing, wenn du auf diese Art glücklich bist.

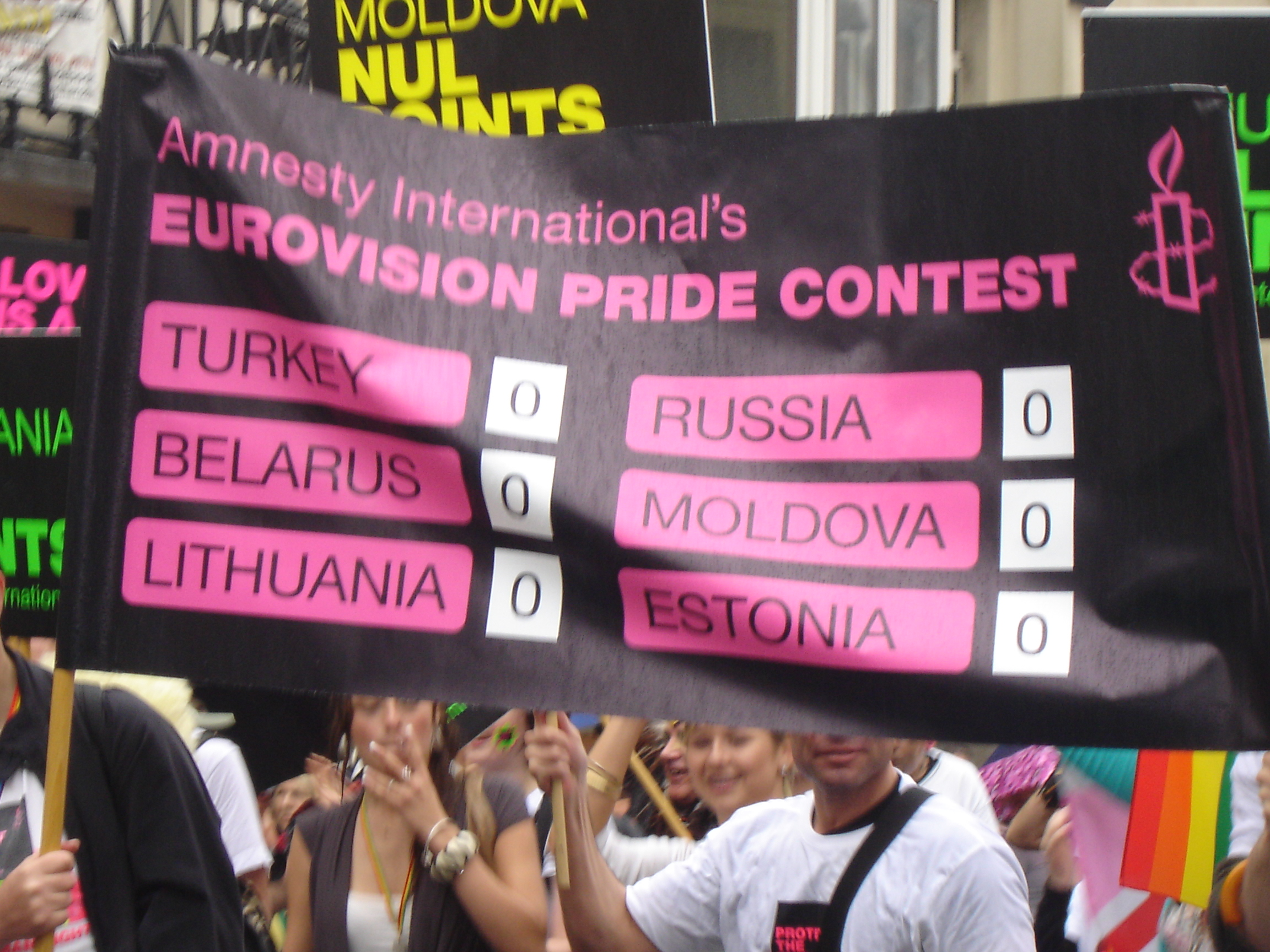
Amnesty International: „Eurovisions Pride Contest“ auf der Gay Pride Parade in Brighton, 2008

Einerseits stellt sich die Frage, welche Rechte die normative Mehrheit fordern sollte und welchen Tag sie feiern sollte. Andererseits kann man damals und auch heute zwar Sex haben, aber es gab und gibt noch immer Diskriminierung in Politik, Medien, privat und am Arbeitsplatz, auch Spott und antihomosexuelle Gewalt. Gerd Wolter meinte 2005, diese Auftritte seien daher weiterhin nötig. In der Schweiz gibt es inzwischen ein recht weitgehendes Partnerschaftsgesetz. In Deutschland ein Lebenspartnerschaftsgesetz, welches anfangs fast nur Pflichten brachte und keine Rechte. Die wurden Stück für Stück eingefordert, des Öfteren vor Gericht erstritten. In Österreich gibt seit 2010 das Eingetragene Partnerschaft-Gesetz, bei dem durch die EP etwa aus dem Familiennamen ein Nachname wird, da keine Familie im Gesetzestext vorkommen darf. Aber Partnerschaftsrechte sind nicht der Gipfel der Glückseligkeit. So gibt es in Tschechien zwar schon seit 1. Juli 2006 eingetragene Partnerschaften, aber die erste Queer-Parade im Jahre 2008 unter dem Titel Duhová vlna Brno („Regenbogenwelle Brünn“) wurde mit Tränengas angegriffen.

## Gegenproteste

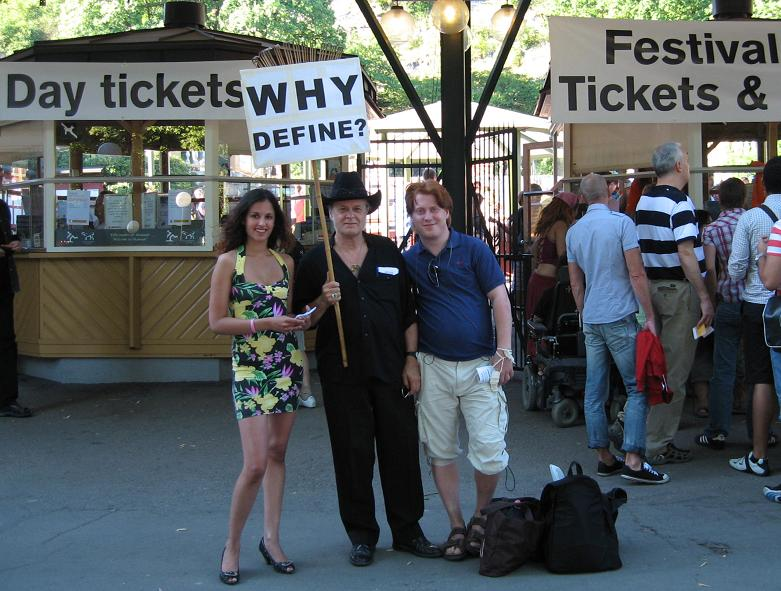
Die frisch gegründete W.I.S.P. (World Invocation of Sexual Privacy) / R.F.S.H. (Riksförbundet för Sexuellt Hemlighållande) bei ihrer ersten Demonstration vor dem Euro-Pride-Festival-Eingang 2008 in Stockholm
„Why define?“ („Warum definieren?“)

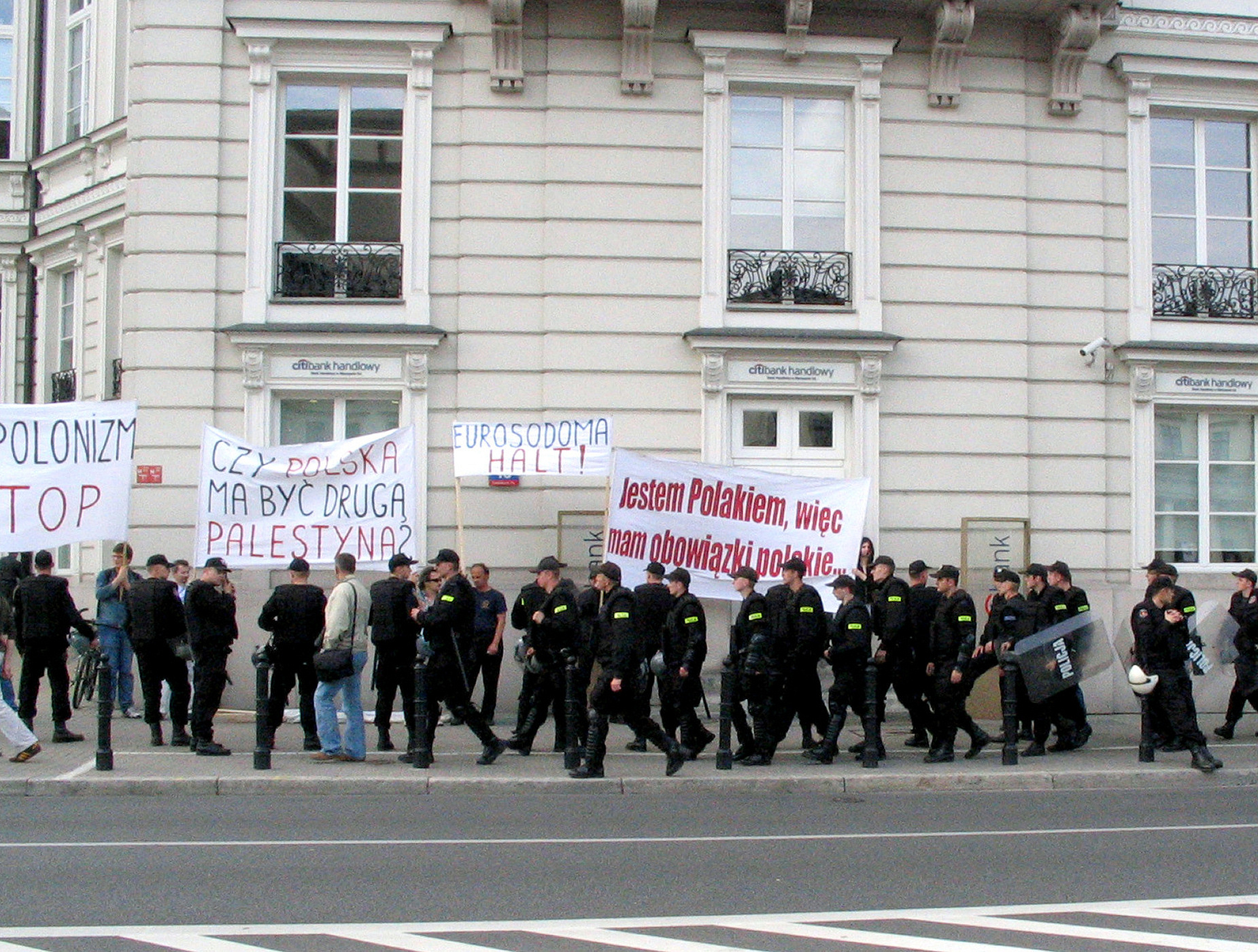
Gegendemonstranten bei der Parada Równości 2006 in Warschau

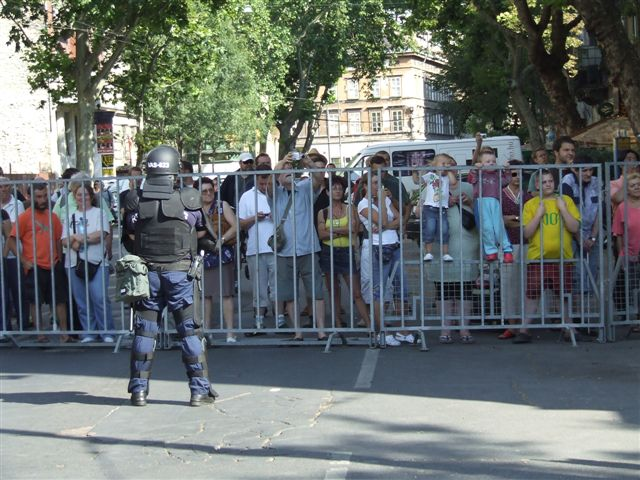
Sicherheitszaun zum Schutz des Gay-Pride 2008 in Budapest

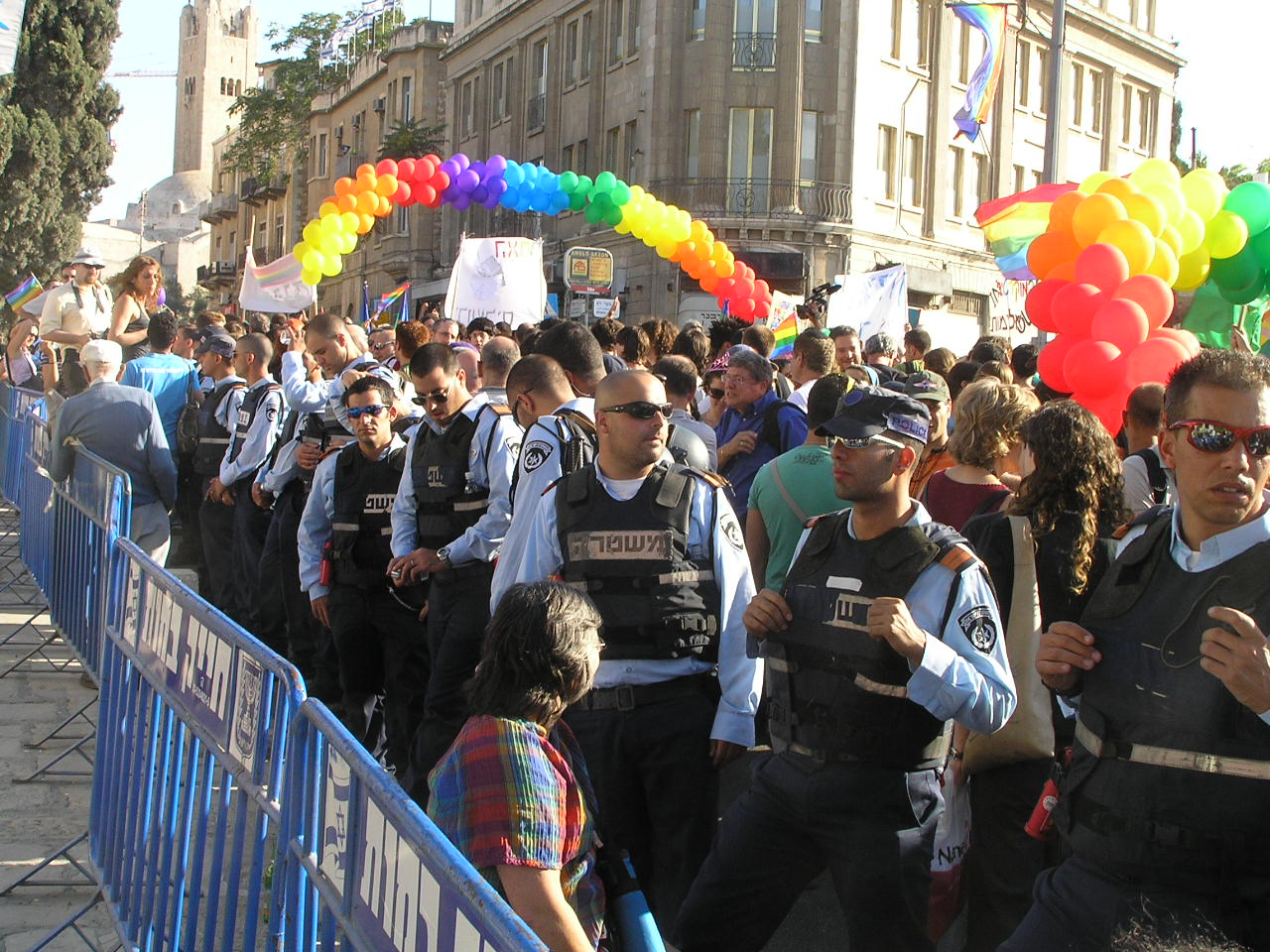
Schutz für den Jerusalem Pride 2007

In Riga konnte 2005 der erste Riga Pride mit 50 Teilnehmern nach gerichtlicher Klärung unter umfangreichen Polizeischutz stattfinden. Die Teilnehmer wurden von Gegendemonstranten mit Eiern und Tomaten beworfen, und in der Kathedrale fand ein Gottesdienst statt, der dem „Schutz traditioneller Familienwerte“ gewidmet war. 2006 wurde die Parade wegen Sicherheitsbedenken verboten und nur eine Konferenz, die Filmtage und eine Messe in einer anglikanischen Kirche abgehalten. Letztere wurde von Demonstranten belagert und Herauskommende mit Verbalattacken, Handgreiflichkeiten und Fäkalien attackiert. Ausreichend Polizisten zum Schutz der Messbesucher tauchten erst spät auf, und die Teilnehmer mussten unter deren Schutz über einen Seiteneingang hinausgebracht werden. Ein Führer einer rechten Gruppe sagte: „Homosexuelle sind schmutzige Sünder. Sie sind unmoralische Leute, die keinen Platz in der normalen Gesellschaft haben. Wir müssen sie jetzt aufhalten. Wir können nicht warten, bis sie verlangen, heiraten zu dürfen, oder sogar Kinder adoptieren wollen.“ Eine Ersatzveranstaltung zur Parade in einem Hotel, an der etwa 250 Leute teilnahmen, wurde ebenfalls von Protestierenden außerhalb und teilweise auch innerhalb belagert. Protestierende, welche T-Shirts mit der Aufschrift „Verteidigung der Ehe“ trugen, entwendeten Regenbogenfahnen, zerrissen diese und trampelten darauf herum. Einen Tag später meinte ein lutherischer Geistlicher gegenüber einem Teilnehmer, dass er zwar Gewalt nicht befürworte, aber dass der Teilnehmer ein Sünder sei und der Geistliche nur für ihn beten könne.
Ende desselben Jahres sagte der Vorsitzende des Ausschusses für Menschenrechte in Lettland, dass Schwule und Lesben keine Minderheit seien, da sie sich auch dafür entscheiden könnten, heterosexuell zu sein. Sie sollten „aufhören zu sündigen“ und eine „normale sexuelle Orientierung“ entwickeln. Homosexualität sei eine Folge menschlicher Zügellosigkeit, die den Menschen das ewige Leben kosten könne. Der römisch-katholische Kardinal Jānis Pujats bezeichnet Homosexualität als Perversion und Sucht, als „völlige Entgleisung im Feld der Sexualität“ und als „unnatürliche Form der Prostitution“, deren Verbreitung durch mangelnden Glauben und sittliche Abstumpfung Tür und Tor offenstünden. Er äußerte auch die Befürchtung, dass eine kleine Gruppe von Homosexuellen durch Abhängigkeit ihrer Untergebenen leicht ihr angestrebtes Ziel erreichen könnten, und vergleicht es mit dem System zu Zeiten der UdSSR. Die Perversion dürfe nicht in der Öffentlichkeit geduldet werden, damit sie nicht die ganze Gesellschaft mit ihrem „schlechten Beispiel“ anstecke. Homosexuell Empfindende müssten zur Disziplin gerufen und behandelt werden und hätten kein Recht auf Legalisierung und Schutz durch die Menschenrechte. 2007 rief der Kardinal zu massiven Gegenprotesten auf, und 2008 wies er jede Verantwortung für mögliche Gewalttaten von sich, dafür sei die Polizei zuständig.
In Jerusalem finden Gay Prides seit 2002 statt, es gab dabei vereinzelte Proteste orthodoxer Juden. 2005 sollte der World Pride in Jerusalem abgehalten werden, was den Protest religiöser Führer und Politiker in Jerusalem, Rom und den USA weckte, der die Situation stark aufheizte. Es kam zu einer außergewöhnlichen gemeinsamen Pressekonferenz von katholischen, jüdischen und muslimischen Führern, die feststellten, dass ein Gay Pride in dieser Stadt einen Affront gegenüber den Anhängern aller Religionen darstelle. Zusätzlich stellten sie bei Abhaltung des World Pride eine Zerstörung Jerusalems durch Gottes Zorn oder die eigenen Gläubigen in Aussicht. Der World Pride wurde wegen des Rückzugs jüdischer Siedler aus dem Gazastreifen zwar auf 2006 verschoben, aber die nationale Parade mit etwa 5000 Teilnehmern wurde von etwa 1000 strenggläubigen Demonstranten mit Buhrufen, Schimpfworten, Würfen mit Urintüten, Kottüten und Steinen begleitet. Ein streng gläubiger Jude stürzte sich in die Menge und stach mit einem Messer um sich, wobei er drei Menschen verletzte. Bei seiner Verhandlung sagte er, dass er auf einer göttlichen Mission sei und die „abscheuliche“ Veranstaltung zu verhindern habe. Er wurde wegen versuchten Mordes zu zwölf Jahren Haft verurteilt. Unter den zwölf verhafteten Gegendemonstranten hatte noch ein weiterer ein Messer bei sich.
Vor dem World Pride 2006 tauchten Flyer auf, auf denen ein Kopfgeld auf die Ermordung von Schwulen und Lesben ausgesetzt wurde. Vor der wegen des Kriegs wieder verschobenen Parade demonstrierten immer wieder ultra-orthodoxe Juden, randalierten dabei, setzten Mülltonnen und ausrangierte Autos in Brand, bewarfen die Polizisten mit Steinen und blockierten Straßen. Die gegen die Parade auftretenden konservativen Gläubigen wollten die Parade verbieten lassen, da die – wie die Richterin feststellte – von den Klägern repräsentierten Leute ein Blutbad anrichten könnten. Wegen zusätzlicher palästinensischer Terrorwarnungen fand die Demonstration mit 2500 Teilnehmern dann in einem abgeriegelten Stadion statt. Vor der kurzen Parade von 2007 mit etwa 2.500 Teilnehmern entdeckten Polizisten in der Tasche eines ultra-orthodoxen Juden einen Sprengsatz, den er während der Parade zünden wollte, und nahmen ihn fest. In einem anderen Stadtteil brachten einige hundert Gegendemonstranten den Verkehr zum Erliegen und zündeten Mülleimer an. Im Juni 2008 mit etwa 3.000 Teilnehmern normalisierte sich die Lage wieder, es gab nur wenige Probleme und Gegendemonstranten.
Seine empfundenen Rechte zu verteidigen, ist ebenfalls ein Teil von Gay Pride. Mit der Abstimmung über Proposition 8 im November 2008 in Kalifornien sollte die gleichgeschlechtliche Heirat wieder verboten werden, da sie als unnatürlich, sündig und als eine Gefahr für die Ehe zwischen Mann und Frau angesehen wurde. Es wurden Millionen-Dollar-Beträge für Werbekampagnen aufgewendet, mehr als je bei einer anderen Abstimmung in einem Bundesstaat. Viel kam dabei speziell von Mormonen, da die Kirche dazu aufgerufen hatte, die größte Einzelspende kam von den Kolumbusrittern. Im Santa Clara County erhöhte sich nach Ansicht des stellvertretenden Bezirksstaatsanwalts Jay Boyarsky dadurch der Anteil der Hasskriminalität gegenüber Schwulen und Lesben. Von 15 % (3 von 20 Fällen) im Jahre 2007 wurden es 2008 56 % (14 von 25 Fällen). Boyarsky liefert aus seiner langjährigen Erfahrung folgende Begründung: „Das Thema war in den Nachrichten und hat die Homo-Hasser gestärkt.“ Ein Sprecher der Unterstützer von Proposition 8 erklärte, dass er hoffe, die Abstimmung sei nicht der Grund für mehr Kriminalität. Wenn aber doch, dann seien beide Seiten Opfer von Gewalt geworden, ohne jedoch Fälle zu benennen.
 Am 1. Juni 2023 startete die AfD in Zusammenarbeit mit dem rechtsextremen Onlineaktivisten Shlomo Finkelstein eine Onlineaktion unter dem Titel Stolzmonat als Gegenreaktion auf den Pride Month. Dabei wird unter anderem die Deutschlandflagge in sieben Farben dargestellt, um die Regenbogenflagge zu imitieren, und dazu aufgerufen, LGBTQ-feindliche Inhalte zu verbreiten. Unter dem Begriff Nationalstolz sollte zudem ein Gegennarrativ etabliert werden. Mehrere Abgeordnete und Kommunalpolitiker der AfD sowie deren Umfeld verbreiteten die Aktion auf Plattformen wie Twitter. Auch Aktivisten der Identitären Bewegung sowie rechtsextreme Medien wie das Compact-Magazin machten dafür Werbung. Die Idee des so genannten „Stolzmonats“ geht auf die im Jahr 2017 gestartete Aktion des Patriotenmonats der österreichischen FPÖ zurück. Im Jahr 2025 sicherte sich der queere Webvideoproduzent Fabian Grischkat die Rechte an der Marke „Stolzmonat“ beim Europäischen Marken- und Patentamt. Ein Widerspruch gegen die Patentanmeldung wurde laut AfD-Politiker Sascha Schlösser bereits im März 2025 abgewiesen.

## Belege
- C: David Carter: Stonewall: The Riots that Sparked the Gay Revolution. St. Martin's Press, 2004, ISBN 0-312-34269-1.

1. ↑  David Carter 2004, S. 191.
2. 1 2  David Carter 2004, S. 216–217.
3. ↑  David Carter 2004, S. 242.
4. ↑  David Carter 2004, S. 245–246.
5. ↑  David Carter 2004, S. 251.

- D: Martin Duberman: Stonewall. Penguin Books, 1993, ISBN 0-525-93602-5.

1. ↑  Marin Duberman 1993, S. 207.
2. ↑  Marin Duberman 1993, S. 210.
3. ↑  Marin Duberman 1993, S. 235.

- G: Erving Goffman: Stigma. Notes on the Management of Spoiled Identity. New York 1963.

- L: Kathleen LaFrank (Hrsg.): National Historic Landmark Nomination: Stonewall. U.S. Department of the Interior: National Park Service, Januar 1999.

1. ↑  Kathleen LaFrank 1999, S. 21.
2. 1 2  Kathleen LaFrank 1999, S. 17.

- N: Dudley Clendinen, Adam Nagourney: Out for Good. Simon & Schuster, 1999, ISBN 0-684-81091-3.

1. ↑  Clendinen & Nagourney 1999, S. 31.
2. ↑  Clendinen & Nagourney 1999, S. 40.
3. ↑  Clendinen & Nagourney 1999, S. 50–51.
4. 1 2  Clendinen & Nagourney 1999, S. 62–64.

- T: Donn Teal: The Gay Militants. St. Martin's Press, 1971, ISBN 0-312-11279-3.

1. ↑  Donn Teal 1971, S. 7.
2. 1 2  Donn Teal 1971, S. 19.

- Weitere:

1. ↑  Vgl. Stolz, Brockhaus Bilder-Conversations-Lexikon, Band 4. Leipzig 1841, S. 307
2. 1 2  Nikki Sullivan: A critical introduction to queer theory, Edinburgh University Press, 2003, ISBN 0-7486-1597-0, S. 29
3. 1 2  Manfred Weinberg: Gut so? Von öffentlichen Bekenntnissen und (privaten) Identifizierungen (Memento vom 19. Januar 2012 im Internet Archive), Gutso.doc, (MS Word; 110 kB), 20. Mai 2003, culturalgenderstudies.zhdk.ch.
4. ↑  Andreas Speck: Kollektive Identitäten: Falle oder Mittel zum Empowerment?, War Resisters International, 1. Januar 2001
5. ↑  Jens León Tiedemann: Die intersubjektive Natur der Scham, 2007, Dissertation an der Freien Universität Berlin, FB Erziehungswissenschaft und Psychologie; Kapitel 1.6. Scham und Stolz – die zwei Selbstwert-Regulierer (PDF; 98 kB), S. 25 ff.
6. ↑  „gay pride [noun] a sense of strong self-esteem associated with a person’s public acknowledgement of their homosexuality.“
zitiert in: Adrian Brune: Gay terms added to dictionary in Canada, Washington Blade, 27. August 2004
7. ↑  Jörg Hutter: Von der Sodomie zu Queer-Identitäten - Ein Beitrag zur Geschichte der homosexuellen Identitätsentwicklung, in: Setz, Wolfram (Hrsg.), Karl Heinrich Ulrichs zum 175. Geburtstag. Die Geschichte der Homosexualitäten und die schwule Identität an der Jahrtausendwende, Verlag rosa Winkel, Berlin 2000, S. 141–175.
8. ↑  Rede vor den Delegierten des Nominierungsparteitages der SPD, 10. Juni 2001; ausgestrahlt in: WDR 2 MonTalk, 11. August 2003, wo Wowereit auch die Beweggründe erklärte. Sie sind auch in der Biographie nachzulesen.
9. ↑  Niedersächsisches Ministeriums für Frauen, Arbeit und Soziales (Hrsg.): Schwule Jugendliche: Ergebnisse zur Lebenssituation, sozialen und sexuellen Identität (Memento vom 23. Dezember 2005 im Internet Archive; PDF), 2001, Untersuchung wurde durchgeführt von: Schwul-lesbische Forschungsgruppe am Institut für Psychologie – Sozialpsychologie – der Ludwig-Maximilians-Universität München (SLFM) unter Federführung von Ulrich Biechele, Günter Reisbeck und Heiner Keupp
10. ↑  CSD-Gottesdienste bayernweit verboten, queer.de, 24. April 2006
11. ↑  Häufig gestellte Fragen (Seite dauerhaft nicht mehr abrufbar, festgestellt im April 2018. Suche in Webarchiven), interpride.org, 1. Oktober 2008; Übersetzung anhand des englischen Originals verbessert
12. ↑  Benjamin Marius Schmidt und Gesa Ziemer: Verletzbare Orte. - Zur Ästhetik anderer Körper auf der Bühne (Memento vom 31. Januar 2012 im Internet Archive; PDF; 1,9 MB), ith-z.ch, 19. Jänner 2004, Version: 1. März 2006
13. ↑  reh/AP: SÃO PAULO - Über drei Millionen bei Schwulenparade, Spiegel Online, 10. Juni 2007
14. ↑  Homophiles nächtliches Unternehmen „Stoßtrupp Homo-Kneipen“ verhindert, Main-Echo vom 27. Juli 1979, zitiert in: Homolulu – Schwule Tageszeitung vom 28./29. Juli 1979; Homolulu - Schwule Tageszeitung (Memento vom 15. Juni 2006 im Internet Archive)
15. ↑  Rictor Norton (Hrsg.): The Trial of William Brown, 1726. Homosexuality in Eighteenth-Century England: A Sourcebook. 22 April 2000, updated 20 June 2008.
16. ↑  Martin Dannecker: Der unstillbare Wunsch nach Anerkennung – Homosexuellenpolitik in den fünfziger und sechziger Jahren – Hans Giese und die organisierten Homosexuellen. In: Detlef Grumbach (Hrsg.): Was heißt hier schwul? Politik und Identitäten im Wandel. Verlag MännerschwarmSkript, 2002.
17. 1 2  J. Louis Campbell, J. Louis Campbell III: Jack Nichols, Gay Pioneer: “Have You Heard My Message?” Haworth Press, 2007, ISBN 1-56023-652-3, S. XVII.
18. 1 2  The Gay Civil Rights Movement Turns to Public Picketing (Memento vom 17. Mai 2011 im Internet Archive), rainbowhistory.org
19. ↑  Warren Johansson: Students, Gay (PDF; 240 kB). In: Wayne R. Dynes (Hrsg.): The Encyclopedia of Homosexuality (Garland Reference Library of Social Science) Taylor & Francis, März 1990, ISBN 0-8240-6544-1, S. 1254–1257.
20. ↑  Dennis Hevesi: Seymour Pine Dies at 91; Led Raid on Stonewall Inn, New York Times, 7. September 2010 “[…] second, arresting gay people was a way for officers to improve their arrest numbers. ‘They were easy arrests,’ he said. ‘They never gave you any trouble’ – at least until that night.”
21. ↑  Marcus, S. 136.
22. ↑  Craig L. Rodwell, 52, Pioneer for Gay Rights, New York Times, 20. Juni 1993, Section 1, Seite 38 der New Yorker Ausgabe
23. 1 2  nyabn.org: Brenda Howard 1946–2005, gesehen am 22. März 2007
24. 1 2  Verschiedene: Artikel über Brenda Howard, auf nyabn.org, gesehen am 22. März 2007
25. 1 2  Lacey Fosburgh: Thousands of Homosexuals Hold A Protest Rally in Central Park. New York Times, 29, Juni 1970, S. 1.
26. ↑   Tina Gianoulis: Chicago. In: glbtq: An Encyclopedia of Gay, Lesbian, Bisexual, Transgender, and Queer Culture. Claude J. Summers, 25. Oktober 2006, archiviert vom Original am 14. Mai 2006; abgerufen am 23. August 2023 (englisch).
27. 1 2  Pride in London: From protest to party and back again. In: bbc.om. 1. Juli 2022, abgerufen am 23. August 2023 (britisches Englisch).
28. ↑  Charlotte Cooper: Fact File:Pride   (Seite dauerhaft nicht mehr abrufbar, festgestellt im August 2023. Suche in Webarchiven), RainbowNetwork.com , 7. Juni 2006
29. ↑  Raimund Wolfert: Charlotte Steurer (1921–1986) „Jede Liebe ist göttlich und Schöpferkraft“. In: Homosexuelle Initiative Wien (Hrsg.): Lambda-Nachrichten 5/2007 – September/Oktober, 29. Jg. Nr. 119 (PDF; 5,3 MB), S. 29
30. ↑  Dietrich Kuhlbrodt: Nicht der Homosexuelle ist pervers, sondern die Situation, in der er lebt, erschienen in: Peter W. Jansen, Wolfram Schütte (Hrsg.): Reihe Film (Band 30) – Rosa von Praunheim. Carl Hanser Verlag, München/Wien 1984.
31. 1 2  Stefan Micheler, Jakob Michelsen: Geschichtsforschung und Identitätsstiftung. Von der „schwulen Ahnenreihe“ zur Dekonstruktion des Homosexuellen, Juli 1997, stefanmicheler.de, in leicht geänderter Fassung erschienen in: Detlef Grumbach (Hrsg.): Was heißt hier schwul. Politik und Identitäten im Wandel. Hamburg 1997, S. 94–110.
32. ↑  Gegen die Kommerzialisierung unseres Lebens, 75. LUST, Sommer 2003 (Juni/Juli/August)
33. ↑  Sabine Ayshe Peters:  Weibliche Homosexualität im Öffentlichen Sprachgebrauch der Westzonen und der BRD (Memento vom 10. Januar 2006 im Internet Archive),  5. Die Entdeckung der Lesbe in den siebziger Jahren: Befreiung oder nachgemachte Männerwelt? (Memento vom 10. Januar 2006 im Internet Archive) Ratingen/Düsseldorf 1997, Stand: 26. Februar 2004
34. ↑  Georg Stötzel, Thorsten Eitz, Astrid Jährling-Marienfeld, Lea Plate: Zeitgeschichtliches Wörterbuch der deutschen Gegenwartssprache: Schlüsselwörter und Orientierungsvokabeln. Georg Olms Verlag, 2002, ISBN 3-487-11759-2, S. 229.
35. ↑  Rosa Geschichten (Hrsg.): Eine Tunte bist du auf jeden Fall. 20 Jahre Schwulenbewegung in Münster. Münster 1992.
36. 1 2  CSD Konstanz e. V.: CSD-History, gesehen am 26. März 2007
37. ↑  gay-web.de: Chronik – Die Zeit von 1969 bis 1989 (Memento vom 21. Mai 2010 im Internet Archive)
38. ↑  Jörg Hutter: Zu den Wurzeln des Bremer Schwulen- und Lesbenzentrums, Version vom 17. Jänner 2006
39. ↑   CSD in Berlin – Daten, Zahlen (Memento vom 12. Februar 2006 im Internet Archive), csd-berlin.de, 2005
40. ↑  Ulrike Repnik: Die Geschichte der Lesben- und Schwulenbewegung in Österreich. Milena-Verlag, Wien 2006, ISBN 3-85286-136-5, S. 122.
41. ↑  Michael Handl, Gudrun Hauer, Kurt Krickler, Friedrich Nussbaumer, Dieter Schmutzer (alle Hg.): Homosexualität in Österreich. Junius, Wien 1989, ISBN 3-900370-84-2
42. ↑  Chronik – Die HOSI Wien kämpft für die rechtliche Anerkennung gleichgeschlechtlicher PartnerInnenschaften, hosiwien.at, Version: 15. März 2007
43. ↑  Kurt Krickler: Stonewall – davor und danach. Erstveröffentlichung in: Lambda-Nachrichten, 3/1984; wiederveröffentlicht in: Gudrun Hauer, Dieter Schmutzer (Hrsg.): Das Lambda-Lesebuch. Journalismus andersrum. Edition Regenbogen, Wien 1996, ISBN 3-9500507-0-1, S. 27.
44. ↑  Timo Lokoschat: Schwul und ganz normal, Abendzeitung, 26. Juni 2009
45. ↑  Schmerzensgeld nach Outing, queer.de, 9. August 2005
46. 1 2 3 4  Linda Rapp: Marches and Parades (Memento vom 12. Oktober 2007 im Internet Archive), Version: 31. Mai 2003, in: Claude J. Summers (Hrsg.): glbtq: An Encyclopedia of Gay, Lesbian, Bisexual, Transgender, and Queer Culture
47. ↑  "MILLENNIUM MARCH" - 200.000 Schwule und Lesben übernehmen Washington, Spiegel Online, 1. Mai 2000
48. ↑  Washington: Großdemo für Homo-Rechte mit Stars, queer.de, 12. Oktober 2009
49. ↑  equalityacrossamerica.org - Website der Organisatoren
50. ↑  Offizial Amsterdam Gaypride platform. Geschichte (Memento vom 5. März 2012 im Internet Archive). Mit Video. Niederländisch, abgerufen am 19. Juli 2010
51. ↑  Geschichte im Überblick (Seite dauerhaft nicht mehr abrufbar, festgestellt im April 2018. Suche in Webarchiven), interpride.org, Abruf: 1. Oktober 2008
52. ↑  David Allen, It's Not All Priscilla, You Know (Seite dauerhaft nicht mehr abrufbar, festgestellt im April 2018. Suche in Webarchiven). GenerationQ. Gesehen am 14. Januar 2006
53. ↑  Christopher L. Pepin-Neff: LGBTQ Lobbying in the United States. Routledge, 2021, ISBN 978-1-00-039123-7, S. 187 ff. (google.com [abgerufen am 25. Juni 2021]).
54. ↑  Mábel Galaz: „No nos queman a nosotros. Son trozos de papel. Ya se apagarán“ – Confesiones polémicas de la reina Sofía en un libro al cumplir 70 años, El País, 30. Oktober 2008
55. ↑  David M. Halperin: Interview mit Bunning in Greenpepper no.27; übersetzt von Beate Bronski, bei etuxx.com (Memento vom 13. November 2006 im Internet Archive), Kopie auf archive.org
56. ↑  Pressemeldung: Gerd Wolters Online-Magazin „GAYFLIEGENPILZ“ mit mehr Informationen (Memento vom 3. Mai 2005 im Internet Archive), 28. Januar 2005
57. ↑  AFP: Gay pride marches in Europe marred by homophobia (Memento vom 1. Juli 2008 im Internet Archive), afp.google.com, 28. Juni 2008
58. ↑  Riga: Polizei schützt CSD, queer.de, 25. Juli 2005
59. ↑  Nach CSD-Verbot: Kampfszenen in Riga, queer.de, 22. Juli 2006
60. ↑  Reinhold Weicker: Riga Pride 2006: Ein turbulenter Samstag, ein ruhiger Sonntag (Memento vom 3. März 2009 im Internet Archive), huk.org, 10. Dezember 2006
61. ↑  Riga: „Menschenrechtler“ gegen Homos, queer.de, 5. Dezember 2006
62. ↑  Valdis Grinsteins: Kardinal Pujats: “Sexuelle Perversionen sind keine Menschenrechte” (Memento vom 30. März 2009 im Internet Archive), kathnews.de, 23. März 2009; Erstveröffentlicht in der katholischen Zeitschrift Catolicismo
63. ↑  Kardinal: Homosexualität = Prostitution, Queer.de, 10. Mai 2007
64. ↑  Dan Aiello: Catholic bishops revealed as key in marriage battle, Bay Area Reporter, 19. März 2009
65. ↑  Proposition 8 führt zu mehr Gewalt gegen Schwule, queer.de, 17. März 2009
66. ↑  Troll-Armee „Shlomo Finkelstein“ – Menschenverachtung als Witz verpackt. In: Belltower.News. 28. Januar 2023, abgerufen am 14. Juli 2023.
67. ↑  #Stolzmonat – Rechtsradikale Social Media Kampagne gegen den Pride Month. In: amadeu-antonio-stiftung.de. 6. Juni 2023, abgerufen am 14. Juli 2023.
68. 1 2  Verfassungsschutzinformationen Bayern 1. Halbjahr 2023, S. 30 ff.
69. ↑  AfD: "Stolzmonat" statt Pride Month. In: queer.de. 2. Juni 2023, abgerufen am 4. Juni 2023.
70. ↑  „Stolzmonat“: Rechte Trolle und Netzaktivisten wider den Pride Month. 7. Juni 2023, abgerufen am 14. Juli 2023.
71. ↑  «Stolzmonat» gehört queerem Influencer. In: Antenne Unna. 27. Juni 2025, abgerufen am 29. Juni 2025.